# Villarrica (Paraguay)
Villarrica (/biʎaˈrika/) es un municipio ubicado en el centro sur de Paraguay, en la región Oriental; y capital del 4.º departamento de Guairá. Es el distrito más poblado de su departamento.  
Ubicado en las cercanías de la cordillera del Ybytyruzú, se halla en la zona centro-occidental del Guairá y limita al norte con los municipios de Mbocayaty y Yataity; al oeste con Itapé y Félix Pérez Cardozo; al este con Independencia, Ñumí y Garay; y al sur con San Salvador y Borja.
Se trata de uno de los asentamientos más antiguos del país habiendo sido fundado en 1570 por el capitán español Ruy Díaz de Melgarejo con el nombre de Villa Rica del Espíritu Santo. Su sitio original de fundación fue en la extinta provincia española de Guayrá, cuyo territorio coincide con el del actual estado brasileño de Paraná. Además, es el único pueblo subsistente de los que se establecieron en dicha provincia.
A lo largo de buena parte de su historia sus habitantes se vieron obligados a mudarse en siete ocasiones. Inicial y principalmente debido a invasiones de los bandeirantes pero también por problemas políticos y económicos hasta que finalmente llegaron a establecerse de forma definitiva en su ubicación actual en 1683. Por este motivo recibió los apodos de «Ciudad Andariega» y «Viajera».
Terminada la guerra de la Triple Alianza en 1870, el pequeño pueblo que era Villarrica en aquel entonces experimentó una evolución en el ámbito académico y económico debido al incremento de su población y a la actividad de sus habitantes. Esto la posicionó segunda en importancia nacional luego de Asunción. En la actualidad, si bien ha perdido importancia tras la creación y crecimiento de municipios como Ciudad del Este, Encarnación y Coronel Oviedo, Villarrica sigue siendo partícipe de variedad de actividades humanas de Paraguay.
Como capital departamental, la ciudad alberga a la Gobernación de Guairá y al Centro de Desarrollo del Guairá, pero también al Obispado, a la Segunda División de Infantería, a distintas fiscalías de la circunscripción del Guairá e incluso a la Oficina del Consulado Honorario de Alemania que en su distrito consular engloba a los departamentos de Guairá, Caazapá y Paraguarí. Aparte goza de una relevancia académica al albergar a una filial de la Universidad Nacional de Asunción y a una sede regional de la Universidad Católica de Asunción, las cuales son los dos principales centros universitarios del país.
En el año 2010, Villarrica se convirtió en la primera ciudad de Paraguay en contar con un gobierno electrónico siendo parte del proyecto llamado Villarrica, ciudad digital.

## Toponimia y gentilicio
El nombre oficial es Villarrica del Espíritu Santo. Se la llamó villa rica debido a las creencias de que en el lugar donde fue originalmente fundada existían yacimientos de oro y plata y del Espíritu Santo debido a que su fecha de fundación coincide con el día de Pentecostés.
A los oriundos de Villarrica se los llama de diferentes maneras, villarriqueños, en alusión estricta al nombre de la ciudad; pero también guaireños o la versión en guaraní de esta última palabra gua'i. El gentilicio de los habitantes de Villarrica puede entonces llegar a confundirse con el de los habitantes del departamento de Guairá. Sin embargo, el término guaireño fue la autodenominación de los habitantes de la ciudad durante las mudanzas desde su núcleo original en la antigua Guayrá; por lo que el término ha sido arrastrado hasta la actualidad.

## Historia

### Antecedentes de la fundación

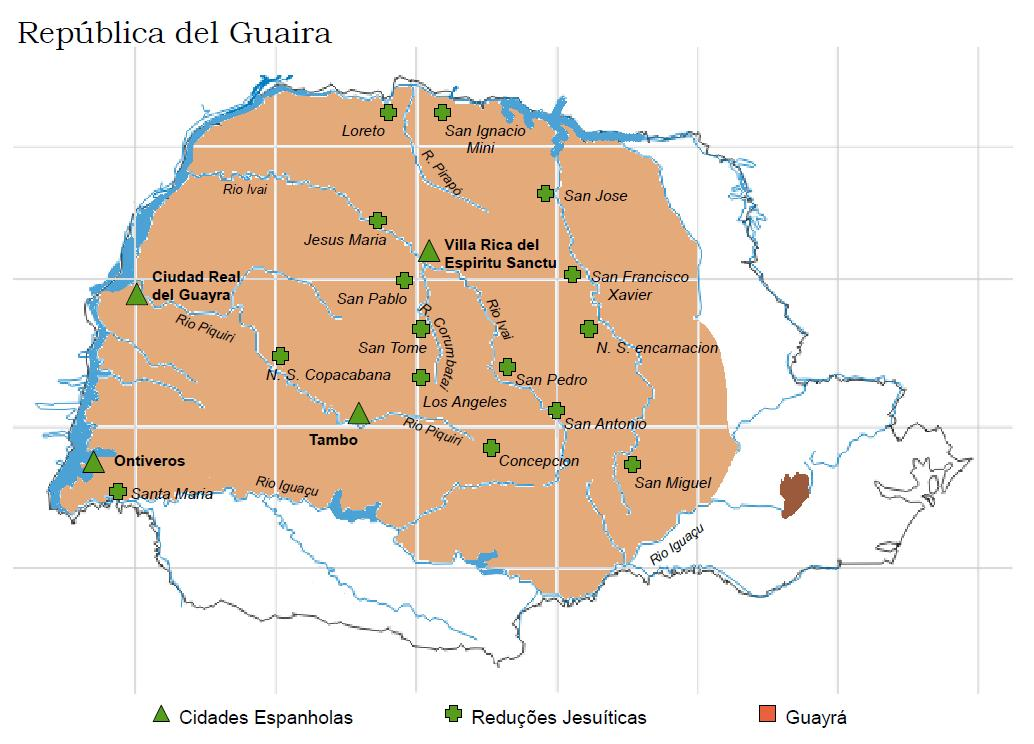
La antigua provincia de Guayrá en el.

Debe su fundación a la necesidad de defender las posesiones españolas de las invasiones portuguesas. En 1554, cuando esta parte del actual Paraguay pertenecía a la Gobernación de Nueva Andalucía y estaba a cargo del capitán Irala, se fundó la ciudad de Ontiveros como parte de la conquista de la zona del Guayrá. Con el fin de frenar los daños que los portugueses estaban causando a los indios carios de esta zona y por su ubicación estratégica como pasaje del camino al Brasil, el sevillano Ruy Díaz de Melgarejo funda Ciudad Real en 1557. Años después, el gobernador interino de Felipe de Cáceres despoja a Melgarejo del cargo de teniente gobernador de la provincia de Guayrá debido a una enemistad personal y designa a Alonso Riquelme de Guzmán como nuevo ocupante del puesto. Riquelme, durante su expedición hacia el Guayrá notifica a Melgarejo de su ida en 1570 y este último reúne a los pobladores y se hace elegir Capitán General y Justicia Mayor. Con sus tropas armadas de arcabuces va al encuentro de Riquelme para impedir su paso, le obliga a desistir del cargo y a entrar al pueblo en paz como simple vecino. Sin embargo, al entrar Riquelme lo toma como prisionero durante un año y luego lo destierra a 40 leguas de la ciudad.

### Fundación

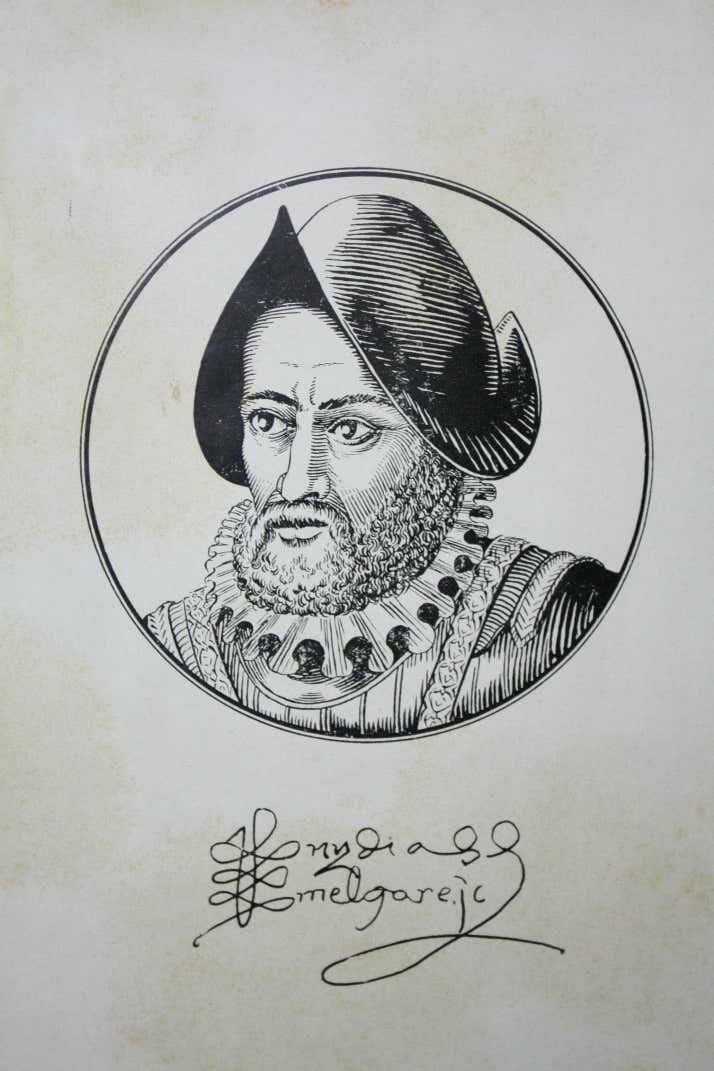
Retrato imaginario y firma del Capitán Ruy Díaz de Melgarejo, fundador de la ciudad.

Estando Melgarejo en Ciudad Real, tuvo noticias, venidas de Asunción, de que cierto metal de la provincia del Guayrá fue llevado al Perú y que esta era en realidad muy rica en oro. Entonces, sin pedir la autorización del Adelantado de la Provincia, resolvió ir a fundar un pueblo cerca de esas minas. Partió de Ciudad Real en febrero de 1570 con 40 hombres y 53 caballos, rumbo al este. Fue abriendo una picada de cuarenta leguas para poder llevar caballos y municiones a través de los bosques hasta llegar a las tierras del cacique Coracyberá (del guaraní kuarahyverá sol brillante) hacia el río Huybay. 
A sesenta leguas de Ciudad Real y a tres leguas de las minas fundó Villa Rica el 14 de mayo de 1570, el primer día de Pascua. Allí, edificó una iglesia, levantó una cruz y mandó construir una fortaleza cubierta de tejas de pino. Trazó los planos del pueblo y repartió entre la gente solares para sus casas, tierras para sus chacras e indios para su servicio. Nombró alcalde al avilés Luis Osorio y equipó a la nueva población con veinte y cuatro arcabuceros. El primer sacerdote de Villa Rica se llamó Antonio de Coto. 
Este asentamiento (que correspondería al núcleo original de Villarrica) quedó establecido sobre un amplio campo entre el nacimiento de los ríos Pykysyry y Huavay y a tres leguas del dominio de Coracyberá. Estas tierras pertenecían a los indígenas yvyrayás o ibirayáes. El sitio original de fundación coincide con el municipio de Nova Cantu, en el estado de Paraná, Brasil. Las ruinas de la antigua Villa Rica se encuentran en el parque estatal «Vila Rica do Espirito Santo» del municipio de Fênix, estado de Paraná, Brasil.

### El Cabildo de Villarrica y el Capitán Guzmán

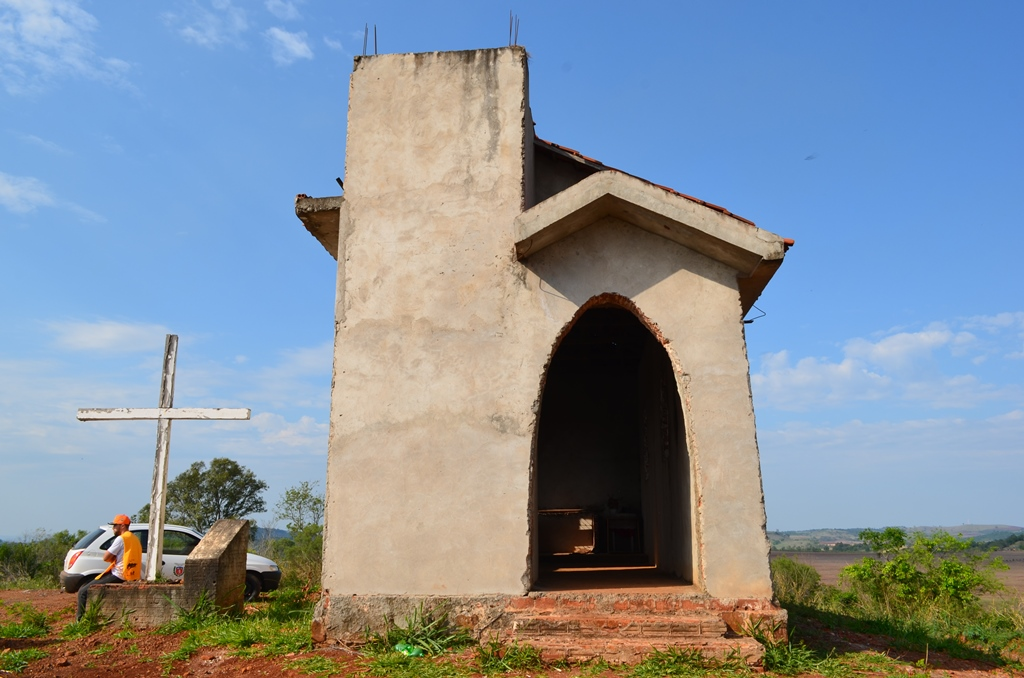
Capilla en el Parque Estadual Vila Rica do Espirito Santo en Paraná, Brasil. Sitio de las ruinas de la segunda fundación de Villarrica.

En 1593 se constituye el Cabildo, Justicia y Regimiento de la ciudad de Villa Rica del Espíritu Santo. Como alcalde y gobernador asume el capitán Juan Merino y como alcaldes Garcí Vásquez de Valdés y Melchor Moreno. Como Alguacil Mayor, un tal Pedro Portillo y como regidores cuatro hombres de apellido Díaz de Adorno, Peralta, Montañés y Sánchez-Cano. 
El 10 de octubre de 1595, el procurador general de la Villa Rica, Pedro Montañés, se presenta ante el gobernador interino de Nueva Andalucía, Bartolomé de Sandoval, para presentarle una demanda contra el entonces teniente gobernador de Guayrá Ruy Díaz de Guzmán por haber trasladado a la Villa de su primera fundación, alegando que en el primer lugar había más abundancia. Así también por haber llevado Guzmán a los vecinos e indios con «extorsiones y fuerza» sin querer escuchar consejo y por poblar la ciudad de Jerez donde muchos indios han muerto o escapado a los montes, por lo que Villa Rica sufría enormemente. Además, porque supuestamente Guzmán era «un hombre muy arrogante y poco respetado en tratar mal a los vecinos y soldados con palabras afrentosas» en venganza de la prisión que sufrió en Ciudad Real de la que los vecinos de la Villa no fueron partícipes. Finalmente, pidió que no permitiera la  desaparición de Villa Rica y que se cambiara a Guzmán, por alguien que gobernase en paz y justicia. El Gobernador Sandoval manifestó que «verá y proveerá remedio como convenga al servicio de Dios y de su Majestad pro y utilidad y sustento de la Villa, vecinos y moradores de ella y en lo que los delitos por el dicho Capitán cometidos lo reserva a su Residencia»

### Las siete mudanzas

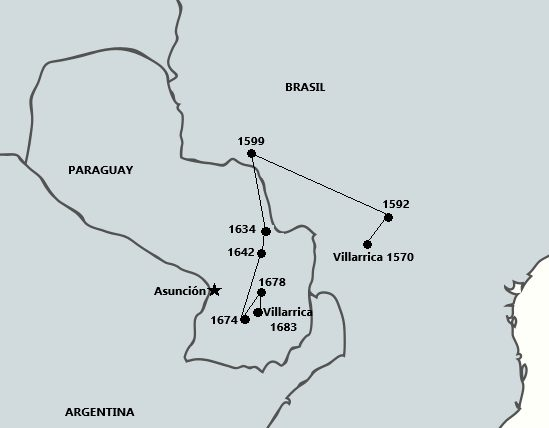
Sitios de fundaciones y mudanzas de la ciudad.

Debido a las invasiones de los bandeirantes originarios de la ciudad portuguesa de São Paulo, la Villa Rica española tuvo que empezar una peregrinación que duró unos 90 años. A continuación se expone donde se llevó a cabo cada una de las mudanzas.
- 1.ª (1592) - 100 km al este del sitio original (municipio de Nova Cantú) y área del actual municipio de Fénix, estado de Paraná.

- 2.ª (1599) - A 100 leguas (aproximadamente 557km) de Asunción, cerca del río Mbotetey, afluente oriental del río Paraguay. Actual territorio del estado brasileño de Mato Grosso del Sul.

- 3.ª (1634) - En los campos de Yarú por el gobernador Martín de Ledesma Valderrama, después de 4 años de no haberse asentado en ningún lugar.

- 4.ª (1642) - Hacia Curuguaty cerca la sierra de Maracayú pero en donde se divide en dos núcleos de población.

- 5.ª (1674) - En el actual distrito de Itapé.

- 6.ª (1678) - En el paraje conocido como «Espinillo» (actual ciudad de Coronel Oviedo) cerca del arroyo Tobatiry, afluente del  río Manduvirá mediante el río Yhaguy. Este último lugar resultó ser inapropiado para la agricultura y escaso de agua. Por esta razón, en 1679 se envió a un grupo de vecinos para reconocer las condiciones del suelo más allá del río Tebicuary quienes encontraron tierra fértil cerca de los cerros Ybytyruzú. El 25 de mayo de 1682, se concedió la licencia para establecerse en el nuevo paraje.

- 7.ª (1683) - Ubicación actual. En una colina cerca de la cordillera del Ybytyruzú, terreno que en ese entonces pertenecía al distrito de Caazapá, fundado por el franciscano Luis de Bolaños en 1607. En 1701, Felipe V aprobó su fundación definitiva.[17]

### Estadía en Curuguaty

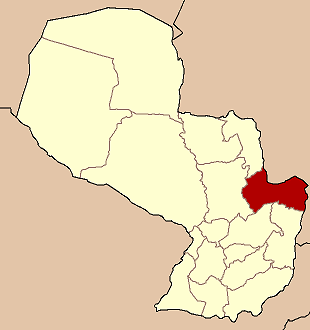
Mapa del actual departamento paraguayo de Canindeyú, donde se halla la localidad de Curuguaty, el 4.º asentamiento de Villarrica.

La nueva población de Villa Rica del Espíritu Santo que se asentó en Curuguaty se componía de los antiguos pobladores de Ciudad Real, la primera Villa Rica del Espíritu Santo y de sus correspondientes puertos en la otrora Guayrá. Los indios encomendados que los peregrinantes trajeron consigo eran oriundos de San Pedro de Terecañy, San Francisco de Ybapariyára, Nuestra Señora de la Candelaria y San Andrés de Maracayú y fueron reubicados cerca de los ríos Jejuí, Curuguaty y Acaray. 

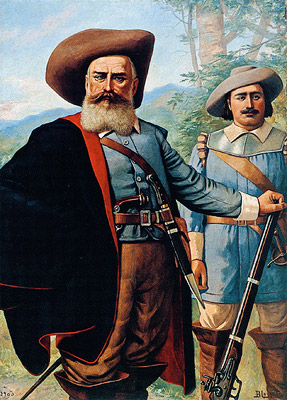
Pintura del de los bandeirantes, quienes en busca de esclavos y de expandir el territorio portugués en Sudamérica, atacaron la Villa Rica española en el.

En 1676, después de cuarenta años de permanencia pacífica, fueron nuevamente asaltados por los bandeirantes. Los portugueses habían salido de San Pablo en 1674 y atravesando el río Amambay llegaron a las tierras que fueran de la Villa Rica del Espíritu Santo. Cruzaron el Paraná y avanzaron sobre las antiguas aldeas de indios de Caaguazú, Atyrá, Ypané y Guarambaré que los encontraron abandonados. El 14 de febrero llegaron a un lugar llamado Terecañy a ocho leguas de la Villa Rica. Los invasores en número de 1.000 bandeirantes y 2.000 amerindios, estaban liderados por Francisco Xavier Pedroso.
Cuando los invasores se presentaron, la mayor parte de los vecinos se hallaban o en los yerbales o en sus haciendas. Al ser llamados para la defensa por el Teniente-Gobernador, muy poca gente acudió y con escasas municiones y pólvora. Como los soldados españoles no pasaban de sesenta contra los numerosos y disciplinados portugueses, se vieron obligados a rendirse con el compromiso de que se les devuelvan sus armas y que los bandeirantes no se llevasen a los indios oriundos de Curuguaty. Los portugueses al principio aceptaron pero al verse animados por el fácil motín, volvieron para arrasar la villa por lo que los pobladores abandonaron sus hogares y haciendas sin que el teniente y otras autoridades pudieran retenerlos
Al recibir la noticia de la nueva invasión portuguesa y sus pormenores, el Cabildo de Asunción dio un golpe de Estado contra el gobernador Felipe Rexe de Corvalán por su ineptitud al defender la provincia. Corvalán fue apresado y enviado a Charcas. AI mismo tiempo, los asuncenos resolvieron enviar una expedición militar para auxiliar a la ciudad asaltada. El 20 de febrero de 1676, se acordó dar comisión al exgobernador de Paraguay Juan Diez de Andino para dirigir dicha expedición.

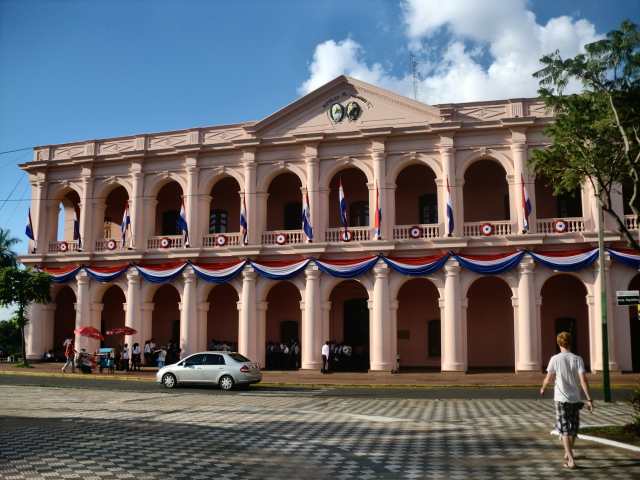
Edificio del antiguo Cabildo de Asunción, organismo que expulsó de la capital a los peregrinos guaireños venidos de Curuguaty.

### Nuevos éxodos hacia Asunción e Itapé
Con la retirada del ejército auxiliar, la zona quedó nuevamente desamparada por lo que un grupo de unos 200 ciudadanos más sus indios encomendados decidió marcharse hacia el oeste. Fueron en carreta, a caballo y a pie, llevaron su ganado e incluso viajaron cargando imágenes de sus santos patronos. En dicha caravana humana, se hallaban los franciscanos del antiguo convento y después de mucho peregrinar, llegaron en las inmediaciones de Asunción en busca de acogida. Sin embargo, el Cabildo de la capital les expulsó del territorio de la ciudad por lo que terminaron esparciéndose por diferentes localidades. Pasaron hambre, miseria y hasta un brote de viruela que se llevó a muchos de ellos.
Cuando reasumió Rexe de Corvalán como gobernador provincial, el Cabildo Guaireño de los peregrinos, le solicitó asentarse en Ybycuí o en Yhaguy (actual departamento de Cordillera), pueblos relativamente cercanos a la capital, pero el gobernador tuvo que oponerse debido a la insistencia del procurador general de Asunción. Entonces, los peregrinos fueron a ocupar Itapé de donde fueron nuevamente desalojados a pedido del mismo procurador. Itapé significaba una suerte de tierra prometida para los guaireños debido a que algunos vecinos de la antigua Villa Rica ya estaban ahí y por la fama de la fertilidad de sus tierras y la abundancia de peces de sus cauces hídricos.

### Asentamiento en Espinillo y descubrimiento del Ybytyruzú

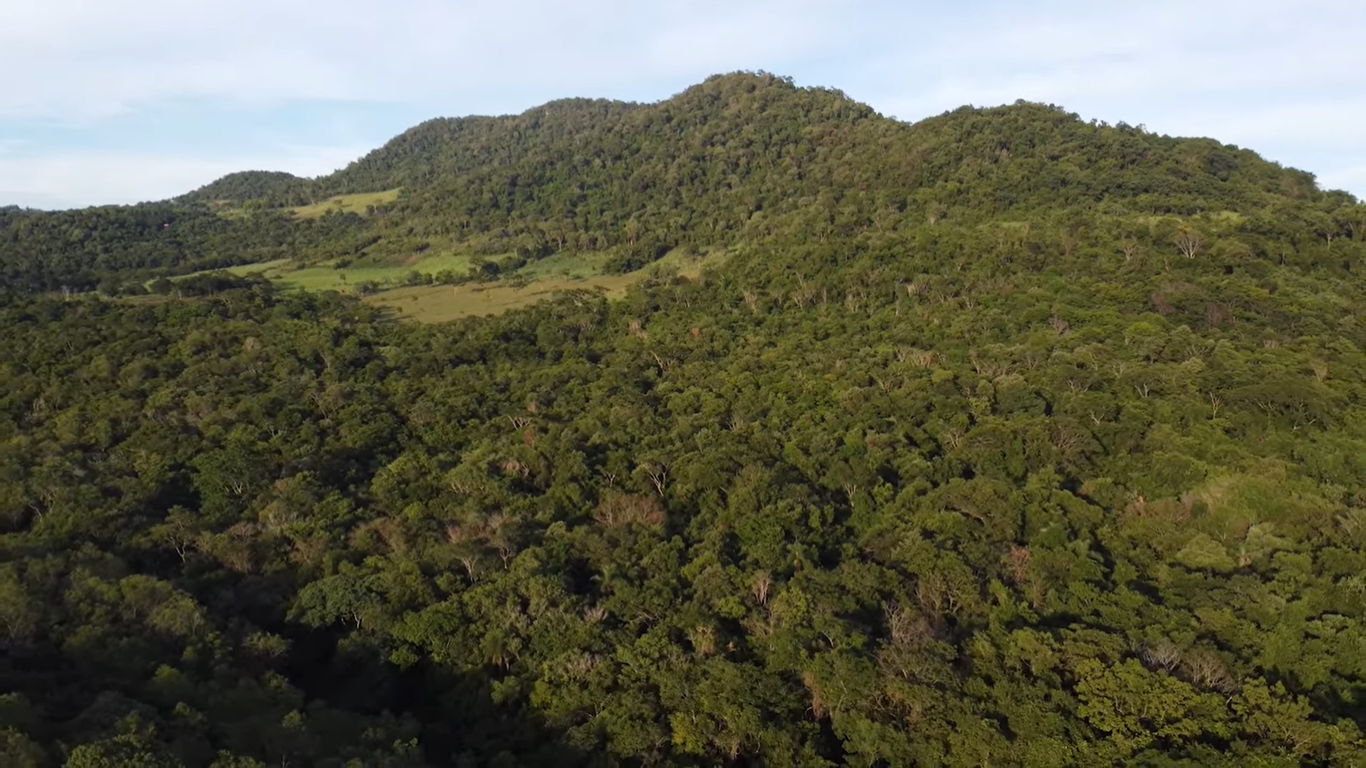
Las colinas de Ybytyruzú, descubiertas por exploradores guaireños luego de cruzar el río Tebicuary.

Rexe de Corvalán ordenó a los transeúntes villarriqueños que buscaran algún paraje a treinta leguas (167km aproximados) de Asunción. Los migrantes obedecieron y hallaron el lugar llamado «Espinillo», la futura ciudad de Ajos, en las inmediaciones del río Tobatiry. Allí levantaron tiendas y contaron con la autorización del mismo Gobernador Corvalán hasta que Virrey o la Real Audencia de la Plata dispusiera una alternativa más conveniente.    
En una junta de las autoridades civiles y religiosas habida en Asunción en marzo de 1678 para tratar la «reedificación de la Villa Rica y medios para la continuación del beneficio de la yerba», se resolvió autorizar a los guaireños establecerse en «Espinillo», a medio camino de Asunción y del antiguo puerto de la Villa Rica porque parece ser sitio del agrado de sus pobladores, que hallaron en el muchas comodidades y conveniencias y porque por su cercanía, podrá ser con más facilidad socorridos en contingencia de otra invasión, lo cual no avanzaran en su puesto antiguo, y cuanto a lo espiritual estarán más a mano para ser ayudados con misiones y visitas de sus prelados. Desafortunadamente, el l lugar resultó insalubre debido a la escasez de agua potable y de peces para alimentarse durante la cuaresma. El paraje, además de ser pequeño era pantanoso en época de lluvia y en la sequía la tierra se agrietaba, era dura e inservible para cultivos o para ganadería. En el invierno, el suelo despedía un vapor tóxico que desarrollaba fiebres mortales y producía ceguera. bocio y otras enfermedades en los recién nacidos. Por las malas condiciones agrológicas, los vecinos se veían obligados a tener sus huertas a cinco o seis leguas de allí. Para remediar esto, resolvieron volver a buscar un nuevo sitio.   
En 1679,  se comisionó a 23 vecinos para inspeccionar las tierras más allá del río Tebicuary. Esta comisión quedó muy a gusto ya que se encontró con las tierras aledañas al cerro Ybytyruzú. A dicho lugar lo describieron como "hermoso, lleno de flores y prometedor por sus lomadas con arroyos limpios nacidos en los cerros, bosques con madera para construcción, campos de pastos y pajales" y al cerro sirviendo de "pintoresco paisaje."   

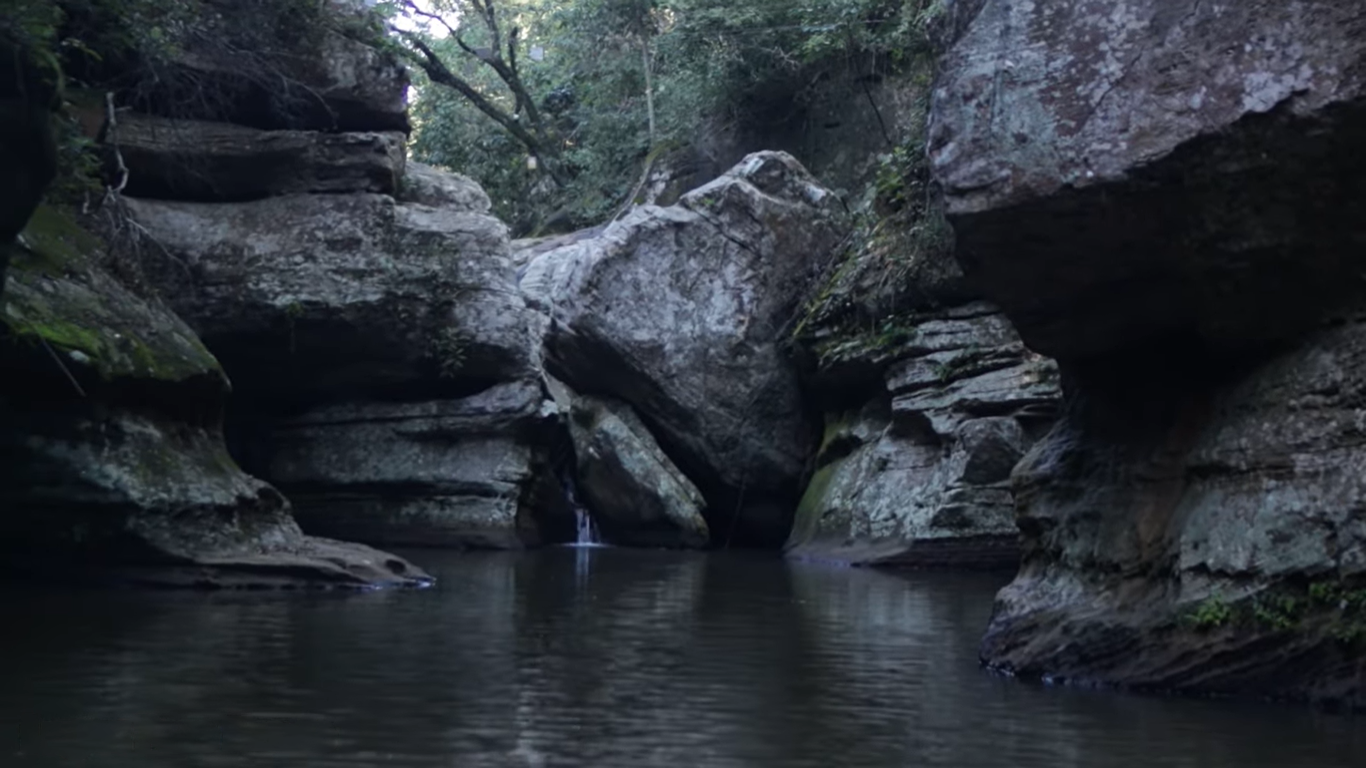
Arroyo Tacuara del actual municipio de Independencia. En las tierras de Ybytyruzú, exploradores guaireños del encontraron arroyos con peces para consumir en Cuaresma.

El Cabildo Guaireño de aquel entonces, informó un 17 de abril la solicitud de licencia para hacer la labranza y siembra en las tierras de Ybytyruzú y nombró al maestro de campo Juan Méndez de Leiva, vecino encomendero y procurador general del común, para que junto a un capitán llamado Pessoa, teniente de los jueces y oficiales reales, fueran a Asunción como procuradores de la villa para patrocinar la petición. A solicitud de los procuradores se inició en 1680 una información sumaria para presentarla al Gobernador como prueba y apoyo de la petición. La toma de la declaración duró desde el 31 de agosto hasta el 3 de septiembre. Depusieron los Capitanes Fernando Arias de Saavedra, Juan Domínguez, Francisco de Mora, Francisco Vázquez, Cristóbal Villalba y el Sargento Mayor García López Duarte tanto sobre los inconvenientes de Espinillo como sobre las bondades de las tierras de la otra banda del Tebicuary, es decir, la  banda de Ybytyrusú, las que fueron descriptas como «altas y sueltas...fértiles y abundantes como lo muestran los árboles crecidos de los montes y la paja de los campos de ellas las aguas de arroyos y manantiales» y «que brotan (los peces) sin ser sacados a mano, el dicho río Tebicuary cerca las dichas tierras que con mediana diligencia se podrá coger algún pescado...»

### Licencia del Gobernador para ocupar Ybytyruzú
El Gobernador, movido por todas las presentaciones y consideraciones expuestas por los procuradores de la Villa Rica, los Sargentos Mayores López Duarte y Benítez en nombre del Cabildo, Justicia y Regimiento, los encomenderos feudatarios y los vecinos de aquella poblado y además por la opinión favorable del Protector General de Naturales, hombre muy respetado, se inclinó ante la justicia de la petición de los guaireños. Finalmente, se decidió a favor de los peregrinos y se dictó el auto del 20 de mayo de 1682 por el cual se concedió licencia para que los guaireños se establezcan en Ybytyruzú hasta tanto que el Rey de España dispusiera alternativa mejor. 
La resolución del señor Gobernador dice así: "por ahora concede su señoría al Cabildo Justicia y Regimiento y vecinos de la dicha villa licencia y facultad para que puedan mudarse y alojarse en el dicho paraje de Ybytyruzú; que está en la otra banda del río Tebicuary que se entiende ser población más de por vía de alojamiento hasta tanto que su Majestad, que Dios guarde, ordene y mande otra cosa que fuere servido a donde ocurra el dicho Cabildo y vecinos a pedir y a representar lo que les conviniere". Al día siguiente, el 21 de mayo fueron notificados de esta resolución los procuradores López Duarte y Benítez. Un mes más tarde, el Capitán de Guerra de Villarrica, Francisco Prieto de Ochoa, emitió un auto ordenando el traslado definitivo a Ybytyruzú de todos los pobladores que aún residían en Espinillo, con amenaza de severos castigos a los remisos.

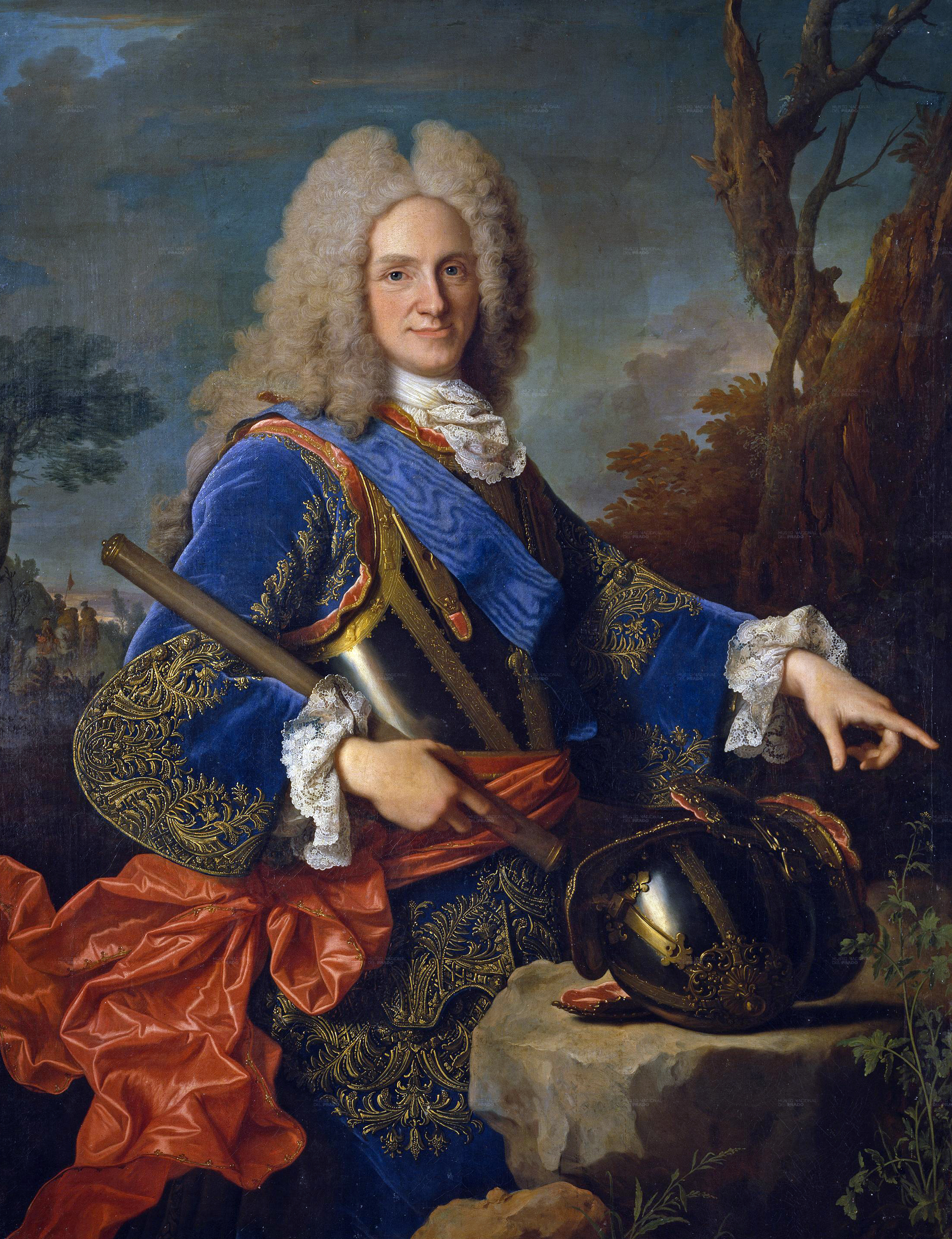
Felipe V de España aprobó el asentamiento perpetuo de Villarrica en el ¨paraje¨ de Ybytyryzú.

### Real Cédula de establecimiento perpetuo
En la parte final de la Real Cédula dice: 

Y hauiendose uisto por los de  Mi Consejo de las Yndias con el Memorial pre- sentado por parte de los vecinos de esta nueua poblacion en que se hace relacion muy por menor de los autos que se obraron en esta materia y representan que respecto de estar poblados en este sitio mas tiempo de catorce años con casas chacras ganados mayores y menores Plantios y se- menteras en buenos parajes de Aguas Aires y conuenien- cias para las nueuas reducciones de los Yndios tener ya Yglesia ornamentada en propias expensas y la suma difi- cultad de uoluer al sitio de donde fueron desalojados de los portugueses por sus largas distancias imposibilidades de poder conducir y no tener ella las defensas competentes para resistir nueuas inuasiones asi de portugueses como de los Yndios barbaros me suplicauan fuese seruido aprouar y confirmar la fundacion que han hecho de la Villa Rica en el paraje de Ybítirusú para mantenerse allí la Villa perpetuamente y que no puedan ser remouidos en ningun tiempo a otra parte. He tenido por bien de aprobar y confirmarcomo por la presente apruebo y confirmo la fundación referida por los motíuos que quedan expresados y mando se obserue y guarde sin innouar en ello en tiempo alguno que así es mí uoluntad.— Fecha en Buen Retiro a 12 de marzo de mil setecientos uno. — Yo el Rey.— Por  mandato del Rey Nuestro Señor Don Domingo López de Calo Mondragon.

### Fines delsigloXIXe inicios del sigloXX

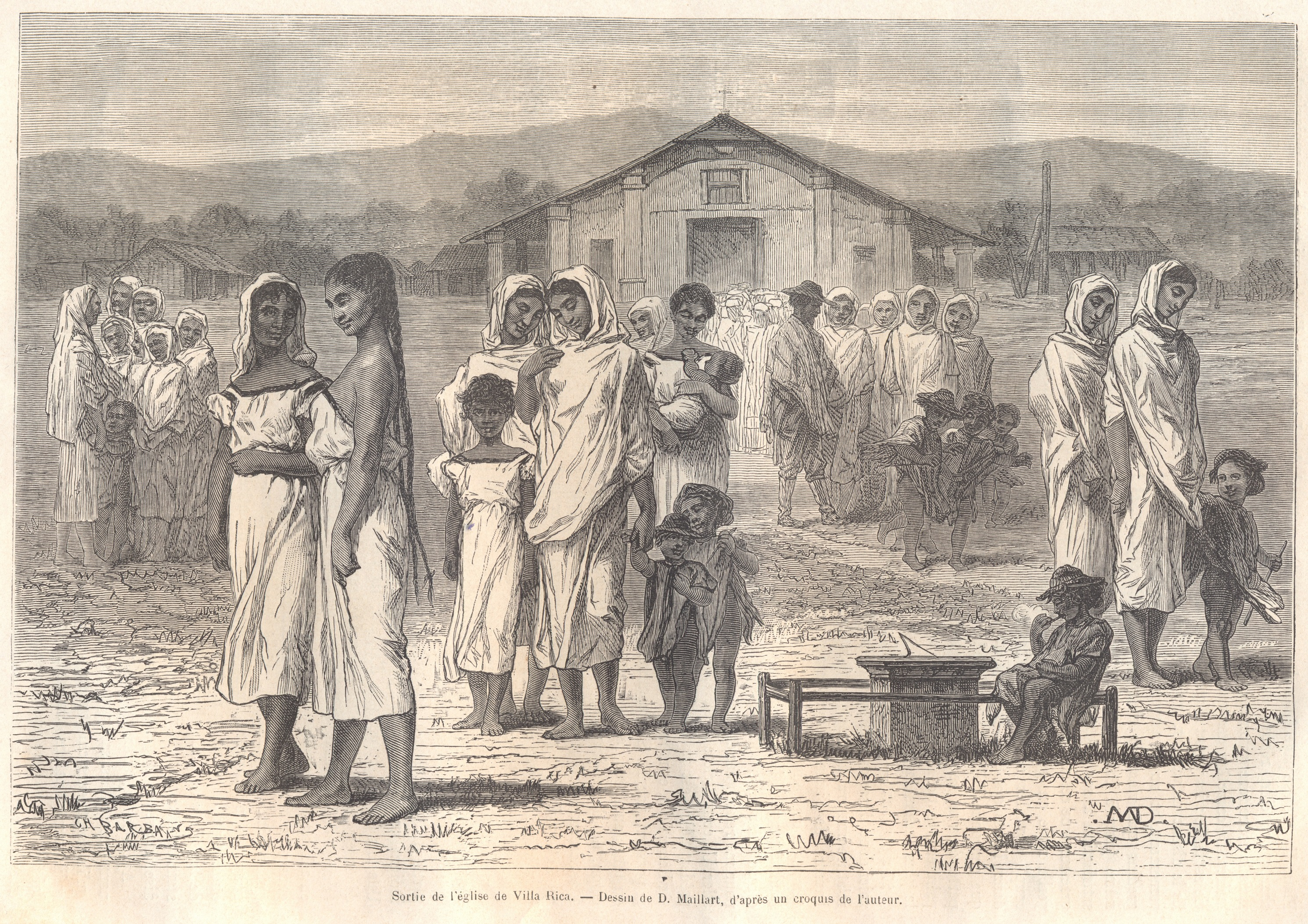
Mujeres y hombres saliendo de la Iglesia de Villa Rica 1874

Al término de la guerra de la Triple Alianza, la población de Villarrica rondaba las 550 personas, mayoritariamente niños, mujeres y ancianos. Para pagar a los vencedores de la guerra de la Triple Alianza, Paraguay ofreció grandes extensiones de tierra a bajo costo. Esta oferta, más el proyecto de hacer llegar el ferrocarril a la zona este del país, llevaron a migrantes de diversas localidades a la ciudad. La población comenzó a aumentar gracias a la migración de familias del área rural al área urbana en busca de empleos y mejores condiciones de vida. Al llegar las vías del ferrocarril en 1889 se inicia una época de desarrollo urbano, económico y cultural. 
Por decreto del Poder Ejecutivo en fecha 4 de febrero del año 1910 se designó al señor Cosme Codas Ynsfrán para ejercer las funciones de intendente municipal, constituyéndose así en la primera autoridad comunal de esta jerarquía en la historia de la ciudad. En 1924, la población se reponía de una guerra civil  y la ciudad iba extendiéndose lentamente hacia los nuevos barrios en la periferia del centro.

### Club de Tiro Guaireño y la guerra del Chaco

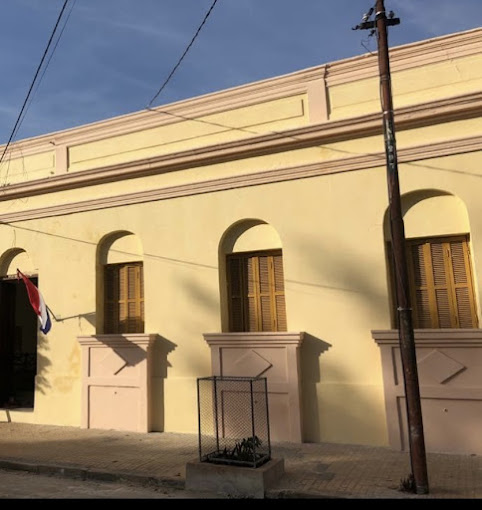
La sede del Centro Español de la ciudad sirvió como centro de asistencia durante la Guerra del Chaco.

El club de Tiro Guaireño fue fundado en 1908 y su sede social fue inaugurada en 1909 cerca de la estación de ferrocarril, actual barrio Estación. En su inauguración estuvo presente el entonces presidente Emiliano González Navero acompañado de Manuel Gondra y Albino Jara, en aquel entonces sus ministros del Interior y de Guerra y Marina respectivamente. Contó con un polígono de tiro para revólver y fusil. El primer concurso de tiro se realizó en 1913 en donde uno de los premios fue una copa donada por el Ministerio de Guerra del presidente Eduardo Schaerer. En 1928, se recibió una visita de la Asociación de Tiro Federal de la ciudad argentina de Posadas para participar de un festival de tiro de confraternidad paraguaya-argentina. Los ganadores de las competencias recibieron medallas de oro de los presidentes Eligio Ayala de Paraguay y Marcelo Torcuato de Alvear de Argentina.
Al estallar la guerra del Chaco la actividad del club fue decayendo hasta que para 1937 ya había desaparecido. Durante el conflicto del Chaco, varios villarriqueños sirvieron como generales, coroneles, teniente-coroneles, mayores, capitanes, tenientes y mayores de sanidad entre ellos Ernesto Scarone como teniente coronel y el médico Juan Boggino como mayor de sanidad. Entre estos, muchos murieron en combate o terminaron lisiados. Además, también participaron más de 200 adolescentes varones. Por su parte, unas cien mujeres villarriqueñas sirvieron en los centros de asistencia que fueron habilitados en las sedes de los clubes Centro Español y Porvenir Guaireño.
Tanto la guerra del Chaco como la Guerra Civil de 1947 afectaron gravemente a la ciudad que perdió de sus ciudadanos más ilustres en ambos conflictos. Esto, sumado a las persecuciones de los más de 30 años de gobierno de Alfredo Stroessner, causó un decrecimiento del nivel cultural, debilitación de la industria y el aumento de la corrupción de la gestión pública y el poder judicial.

## Símbolos

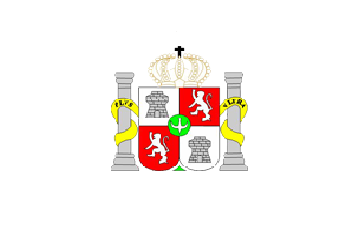
Bandera y escudo de la ciudad utilizados en actos oficiales por la municipalidad.

En una nota remitida el 27 de mayo de 1955 por el ciudadano Ernesto Meaurio, a requerimiento del entonces intendente municipal Ataliva Araujo se solicitaba «informes sobre datos históricos relacionados con el Escudo Heráldico de la Villa Rica del Espíritu Santo». La nota, a su vez, cita como fuente al Museo Fermín López.
El escudo se usaba entonces de manera extraoficial ya que no se pudo hallar una Real Cédula que autenticase la legitimidad el emblema. Se presume que alguien decidió adoptarlo como membrete de sus papeles como signo de hidalguía: "por mera disposición oficiosa de alguien quien se lo adoptó un día, a título de símbolo de hidalguía, en el membrete de sus papeles de escribir; así en la forma que lo pude conseguir, gracias a unos caracteres bordados de una bandera o estandarte del Espíritu Santo, antigualla de las colecciones de hoy finado Arzobispo del Paraguay, de feliz memoria, don Juan Sinforiano Bogarín, pero en ausencia absoluta de todo otro instrumento que pudiera dejar fuera de duda su autenticidad. De este mismo modo pasó la gallarda divisa a la portada de "El Guaira" de Cardozo y "Villarrica Contemporánea y su Municipio"».
La nota sigue acotando: "Por otra parte, es de observar que el Escudo de Armas de nuestra referencia, tiene en sus cuatro cuarteles los símbolos característicos que distinguen al de la Ciudad Hispánica de Toledo: dos leones rampantes y dos torres entrecruzadas en los cantones diestro del jefe y siniestro de la punta y viceversa, y en ausencia del Águila Condal está sustituida nada menos, que con la Corona Real de España (...) y como único símbolo parlante del Espíritu Santo, aparece en el Centro del Escudo el emblema de la mística paloma,...».  El cronista duda de que el Rey de España haya concedido a la ciudad el uso de corona real y más bien supone que se trata de una libertad que se tomó quien diseñó el escudo quien podría haber sido un jesuita de los tiempos de la colonia «en honor del Santo Patrono de nuestra ciudad».
Su descripción heráldica es la siguiente: "Cuartelado de Castilla y León; escusón central de sinople con una Paloma con las alas extendidas volando hacia abajo; entado en punta de sinople. Las columnas de Hércules del escudo español con la leyenda Plus Ultra obran de soportes; timbrado con corona real (cerrada)."
Cabe destacar que tanto la corona real de la ciudad paraguaya es cerrada mientras que la de la comunidad autónoma española es abierta. Además, tanto el escudo de España como el del municipio de Toledo y el de Castilla y León no cuentan con torres de plata sino con castillos de oro de tres almenas, sus leones son púrpura o gules en vez de argén y que los campos de estos leones son de argén y los de sus castillos son de gules, esmaltes inversos a los de Villarrica.

## Gobierno

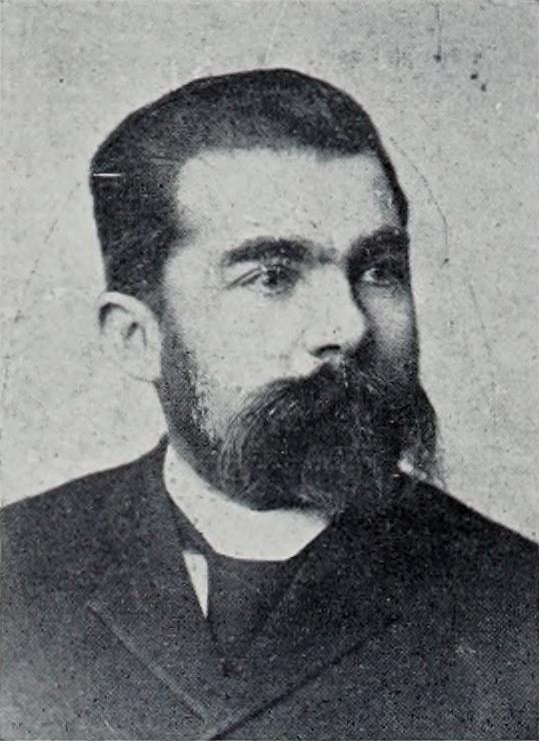
Antonio Taboada, fundador del Partido Liberal y presidente de la Junta Económica Administrativa de Villarrica (1880)

El titular del Poder Ejecutivo de la ciudad es el intendente municipal el cual es elegido cada cuatro años mediante el sufragio directo y puede ser reelegido de forma consecutiva una vez. El actual intendente es el médico Magín Benítez de la fuerza política PLRA quien asumió el cargo en el año 2022. El intendente gobierna acompañado de la Junta Municipal que consta de 11 miembros llamados Concejales Municipales. Los concejales tienen tanto la misma duración en sus funciones como las mismas condiciones de reelección que el intendente. Actualmente, la Junta de Villarrica está compuesta por 7 concejales del partido ANR y 4 del PLRA. La sede del Gobierno Municipal es el edificio llamado Palacete Municipal de Villarrica que se encuentra sobre las calles General Díaz y Mariscal López en el barrio Centro. 
El predio que hoy ocupa el edificio de la Municipalidad fue el cementerio de los sacerdotes jesuitas durante el periodo que permanecieron en la ciudad. Luego de ser expulsados del Imperio Español, el lugar pasó a manos de los franciscanos quienes establecieron allí un convento el cual sería clausurado en 1824 por el dictador del nuevo estado paraguayo independiente, Gaspar de Francia.
Desde el final de la Triple Alianza (1870) hasta 1910, la ciudad fue administrada por una comisión de ciudadanos llamada Junta Económica Administrativa. Uno de los presidentes de dicha junta fue Antonio Taboada, fundador del Partido Liberal. El primer intendente de Villarrica fue Cosme Codas quien asumió dicho cargo el 6 de abril de 1910.
El primer Gobierno Comunal con el nombre de Junta Económico-Administrativa, se constituyó por Decreto del Poder Ejecutivo el 16 de febrero del 1872 y la integraron los señores Jorge López Moreira, Juan B. Careaga, Gregorio Taboada, José Gavilán y Saturnino Careaga, quienes fueron reemplazados un año más tarde por disposición gubernativa por los señores Luis García, Gregorio Taboada, Miguel Martínez, José Gavilán y Juan Paulino Alarcón.

## Hechos históricos
•	1570 – Fundación de Villarrica

•	1592 – Primera Mudanza de la ciudad

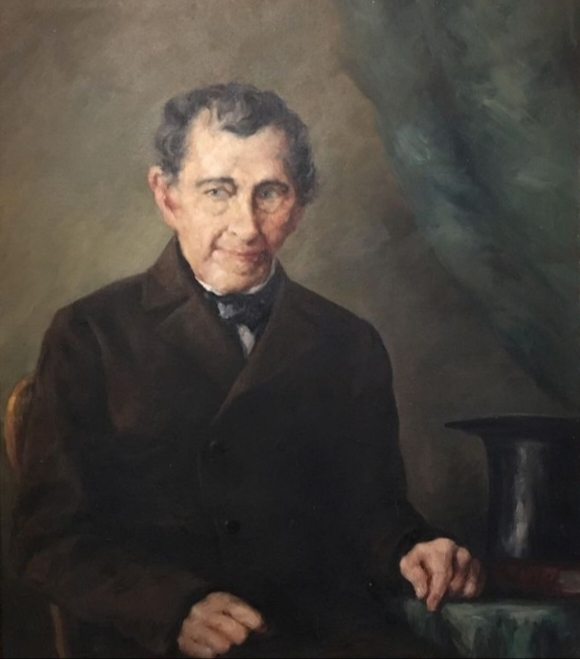
Juan Vicente Estigarribia, primer médico paraguayo

•	1599 – Segunda Mudanza de la ciudad
•	1634 – Tercera Mudanza de la ciudad
•	1642 – Cuarta Mudanza de la ciudad
•	1674 – Quinta Mudanza de la ciudad
•	1678 – Sexta Mudanza de la ciudad
•	1683 –  Séptima Mudanza de la ciudad, asentamiento definitivo
•	1683 – Construcción del primer oratorio Franciscano, hoy catedral de Villarrica
•	1701 – El rey Felipe V aprobó su fundación definitiva
•	1788 – Nace el primer médico paraguayo Juan Vicente Estigarribia
•	1839 – Nace el primer poeta paraguayo Natalicio Talavera
•	1872 – Conformación del primer gobierno comunal
•	1876 – Nacimiento de Ramón Indalecio Cardozo uno de los mayores pedagogos del Paraguay.
•	1884 – Conformación de la primera Junta Municipal
•	1885 – Instalación de los primeros faroles públicos a kerosene
•	1887 – Prolongación de la vía del ferrocarril de Paraguarí a Villarrica
•	1887 – Fundación del Centro Democrático hoy Parido Liberal
•	1888 – Fundación del Club Porvenir Guaireño
•	1891 – Fin de la construcción de la estructura de la Catedral de Villarrica
•	1894 – Nacimiento del Poeta Manuel Ortiz Guerrero
•	1907 – Inicio de la construcción del edificio de la municipalidad y fundación del primer club de fútbol
•	1910 – Designación del primer intendente municipal Cosme Codas Ynsfrán
•	1911 – Establecimiento del primer cinematógrafo
•	1913 – Construcción del Teatro Municipal de Villarrica y construcción de un polígono de tiro
•	1913 –Visita del expresidente de los Estados Unidos Theodore Roosevelt
•	1914 – Fin de la construcción de la municipalidad e instalación del alumbrado público eléctrico
•	1924 – Inauguración del matadero municipal
•	1925 – Fundación de la sociedad hípica del Guairá
•	1927 – Fundación del Rotary Club
•	1929 – Mediante la bula Universi Dominici del papa Pío XI, se crea la diócesis de Villarrica
•	1931 – Designación del primer Obispo de la diócesis de Villarrica Monseñor Agustín Rodríguez
•	1940 – Fundación del Centro Cultural Paraguayo Americano (CCPA)
•	1953 – Fundación de CLYFSA compañía privada de distribución de energía eléctrica
•	1957 – Finalización de la construcción de la Iglesia Ybaroty
•	1965 – Conformación de la Asociación Médica del Guairá
•	1967 – Instalación de la Alianza Francesa
•	1970 – Construcción del edificio de la Gobernación de Guairá
•	1971 – Construcción de la Terminal de Ómnibus
•	1980 – Organización del primer Festival de la Raza
•	1984 – Creación del Elenco Municipal de Teatro

## Geografía

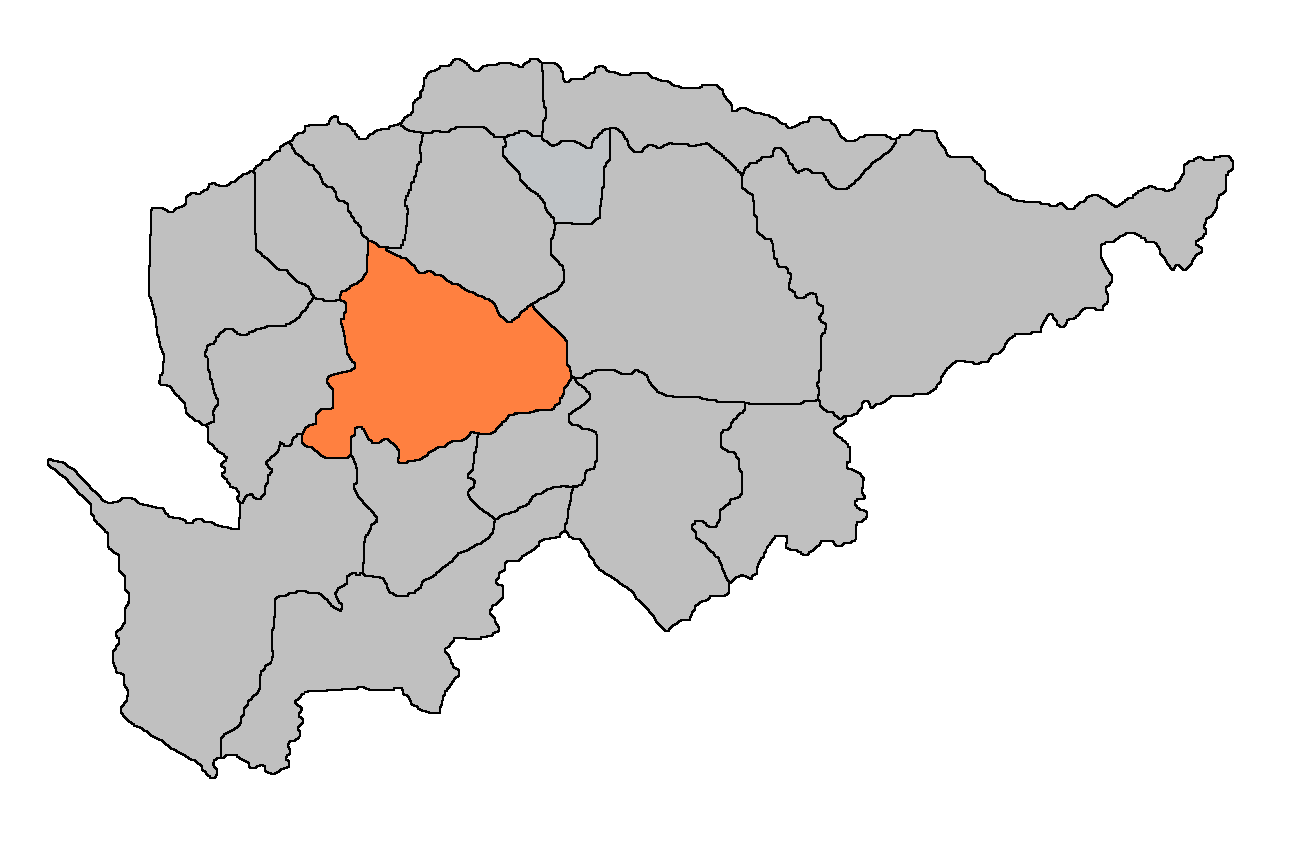
Límites del distrito de Villarrica dentro del departamento de Guairá. (rellenado en naranja)

El municipio de Villarrica está ubicado a 172 km al este de Asunción, a 237 km al norte de Encarnación y a 217 km al oeste de Ciudad del Este. Dentro del departamento de Guairá, se encuentra en la región centro-occidental a una altitud de 200 metros sobre el nivel del mar y en las inmediaciones de la cordillera del Ybytyruzú. El municipio tiene forma de triángulo escaleno y un área de 247 km2. Sus tierras son altas y pobladas de selvas, y son aptas para el cultivo de caña de azúcar y la cría de diferentes tipos de ganado.
Distritos limítrofes de Villarrica
| Noroeste: Félix Pérez | Norte: Yataity    | Noreste: Mbocayaty  |
| Oeste: Itapé          |                   | Este: Independencia |
| Suroeste Borja        | Sur: San Salvador | Sureste: Ñumí       |

### Geología y Orografía

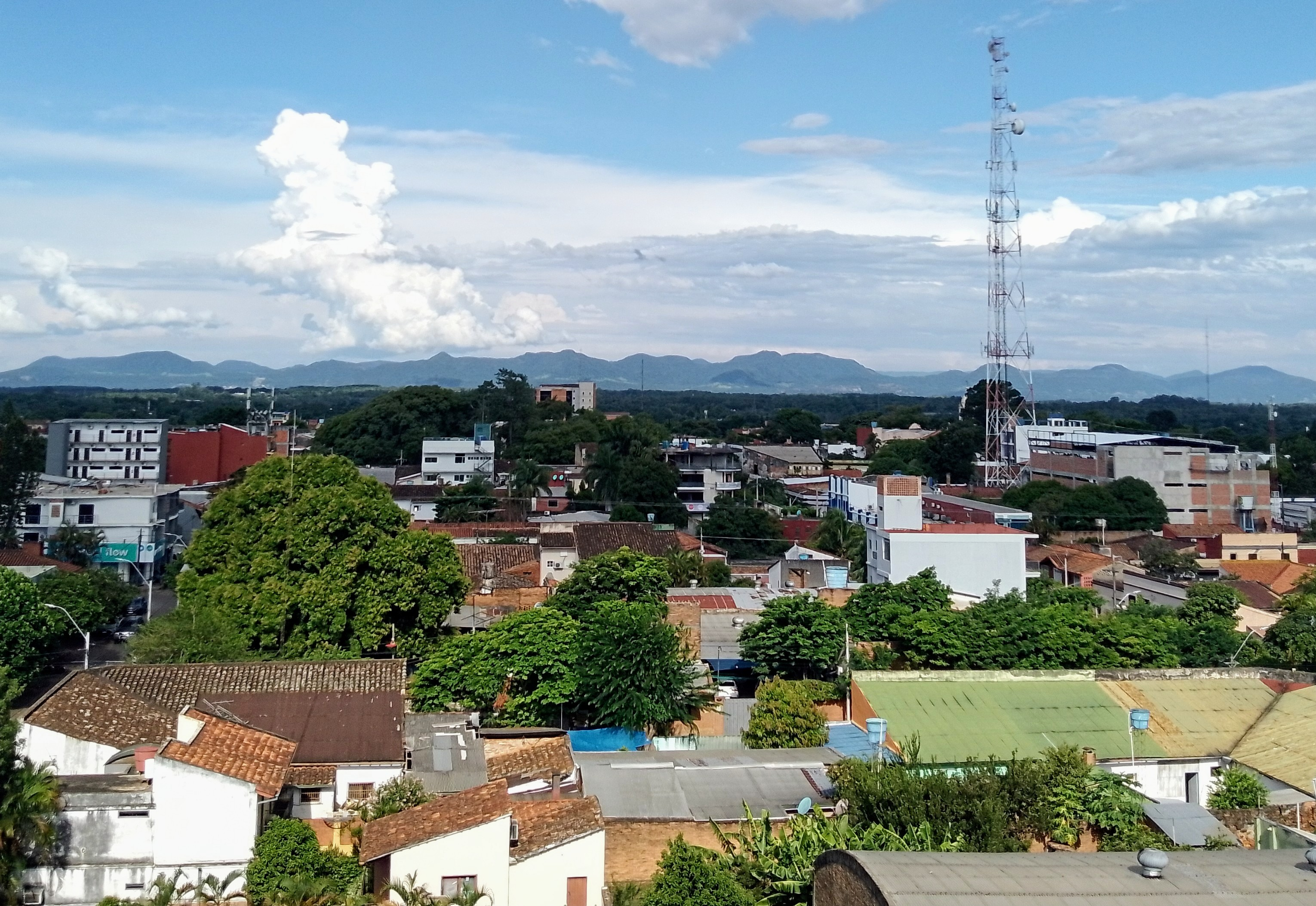
Cordillera del Ybytyruzú vista desde el barrio Centro de Villarrica.

El suelo está compuesto de areniscas intercaladas con lutitas y formaciones calcáreas oolíticas. En las planicies aluviales del río Tebicuarymí, parecen suelos sedimentarios del Cuaternario.
Los suelos del casco urbano son principalmente lomadas arenosas, con pendientes suaves en el área norte y poco más abruptas al sur. Presentan en general buen espesor en las partes más altas, y poco a nada en áreas bajas y de mayor pendiente. Se observa además buen drenaje y rocosidad nula. Tanto en el área urbana de Villarrica como en la compañía 14 de Mayo (camino a Ñumí) se encuentra material lateítico-ferruginoso y se da en capas espesas que soportan pequeñas elevaciones topográficas. Dicho material es principalmente usado para enripiados.
Debido a la gran deforestación de los bosques, actualmente se preserva restos de árboles primitivos casi exclusivamente en zonas donde el acceso humano es difícil como márgenes de arroyos. En su terreno de llanuras onduladas se desarrollan gran variedad de especies de gramíneas y palmares. Las gramíneas pueden ser pastizales tanto naturales como los cultivados para alimentar al ganado. La actual extensión de los palmares es reducida pero avanza debido a la degradación del suelo.
En cuanto a las elevaciones, existen tres cerros en el municipio. Los cerros Tigre, Mymýi y Pelado, de altura entre 400 y 500 metros. Todos ellos situados al extremo este del territorio municipal dentro de la compañía Ytororó. 

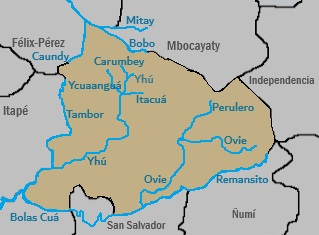
Red de arroyos del territorio municipal de Villarrica.

### Hidrografía

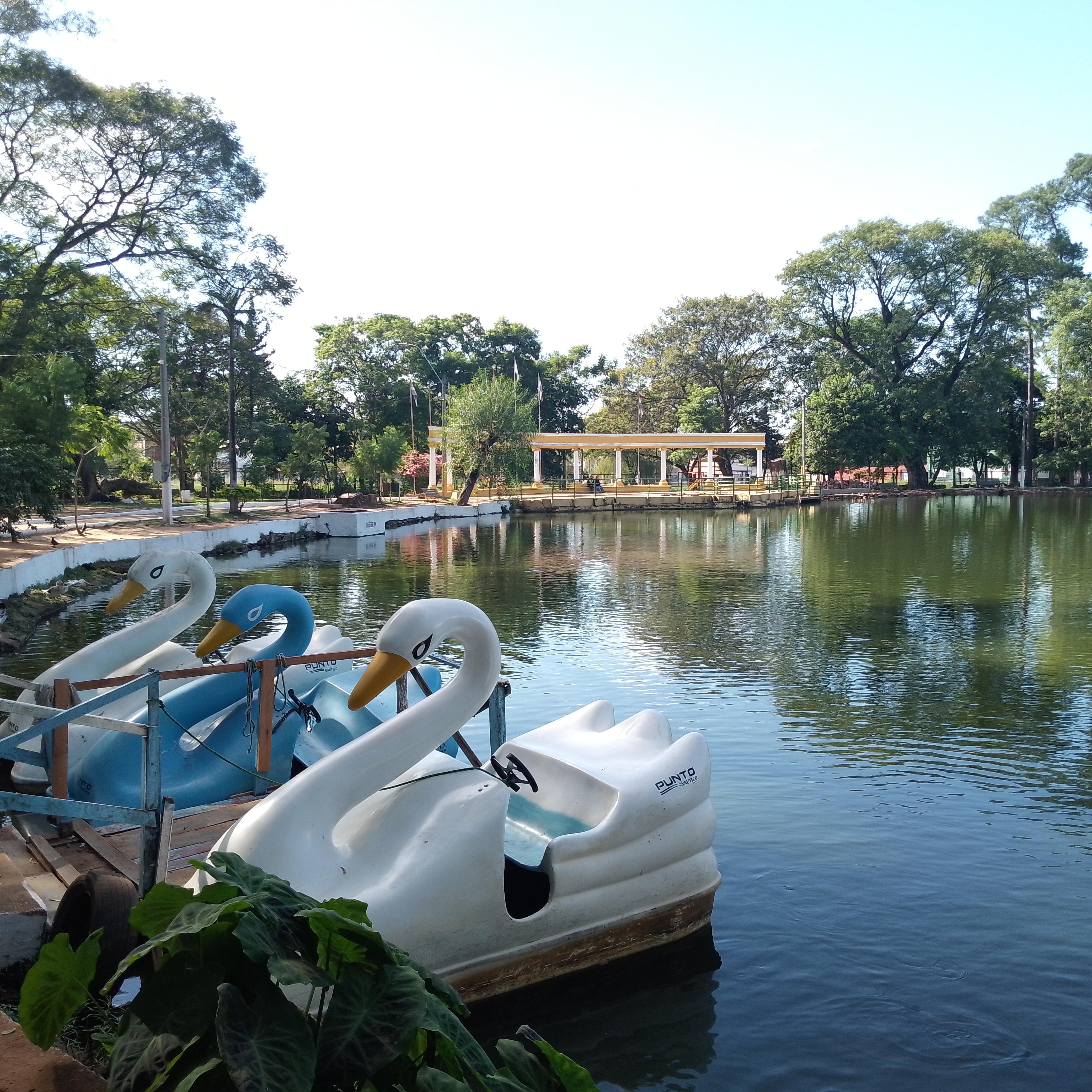
Aguas de la laguna Ycuá Pytá en el Parque Manuel Ortiz Guerrero

Villarrica ocupa una ubicación central dentro de un departamento que de por sí tiene una posición central dentro de la región Oriental de Paraguay. Debido a esta centralidad, las costas de los dos principales ríos de su región, el Paraguay y el Paraná, se encuentran lo suficientemente alejadas como para que ningún río afluente llegue al territorio municipal. De esta forma, el drenaje de la ciudad ocurre mediante redes de arroyos tributarios del río Tebicuarymí. El tipo de drenaje es centrífugo respecto al centro urbano y buen drenaje interno en el centro con nacientes que drenan al sur.
Al norte de la ciudad se encuentra el arroyo Bobo el cual hace de frontera entre Villarrica y el municipio de Mbocayaty. Casi paralelo al arroyo Bobo, se encuentra uno de sus afluentes llamado Mitay, que sirve de frontera entre Villarrica y Yataity. Al noroeste se halla otro afluente, el arroyo Caundy y separa Villarrica del municipio de Félix Pérez.  Al oeste, el arroyo Tambor hace de frontera con el municipio de Itapé. En las cercanías de Ybytyruzú se halla el arroyo Perulero.
En el extremo sudeste del municipio, en la compañía 14 de Mayo, corre el arroyo Remansito y hace de límite entre Villarrica y Ñumí. El Remansito discurre ligeramente al sudoeste. El arroyo Perulero se encuentra al sudeste del municipio y viaja en dirección suroeste hasta desembocar en el arroyo Ovie. El Ovie, sigue la dirección suroeste hasta que confluye con el arroyo Remansito y forman el arroyo Bolas Cuá. El Bolas Cuá, hace al sureste, de frontera entre Villarrica y San Salvador. y al sur, frontera entre Villarrica y Borja.   

En el barrio Lomas Valentinas nace el arroyo Ycuá Anguá de una naciente del mismo nombre. El Ycuá Anguá corre hacia el sur hasta llegar al barrio Santa Librada y luego toma el sudeste hasta desembocar en el arroyo Yhú en el barrio Santa Lucía. El arroyo Carumbey nace de la laguna Ycuá Pytá en el barrio Centro y cruza hacia el barrio San Miguel al sudeste, en San Miguel continúa hacia el sur hasta desembocar en el arroyo Yhú. El arroyo Yhú nace en un estero en la compañía Rincón y se dirige al sudeste hasta llegar al barrio Santa Lucía. En Santa Lucía recibe drenaje del arroyo Itacuá y continúa hacia el sudeste hasta desembocar en el arroyo Bolas Cuá en la compañía de Caazapamí. De esta manera, el Bolas Cuá recibe las aguas del área urbana y de las áreas rurales del sur y del este del municipio.

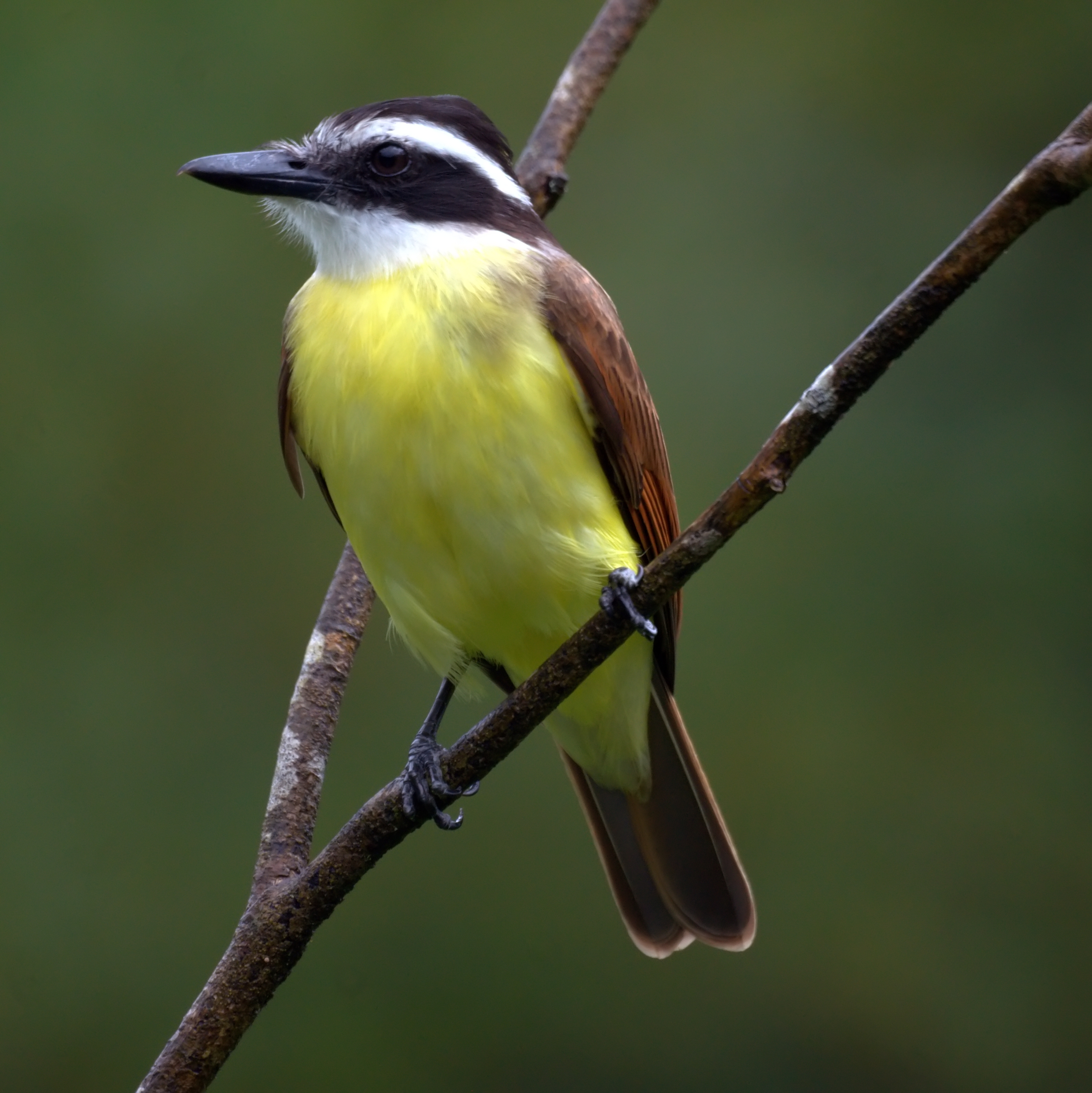
Conocido localmente por su nombre guaraní Pitogüé, el Pitangus sulphuratus es una de las aves de más fácil observación en la zona urbana de Villarrica.

### Fauna y flora
Entre los animales nativos podemos encontrar:
- Aves: Benteveos, urracas criollas, pájaros campana, pájaros fantasma, carpinteros crestirrojos, lechuzas listadas, patos serrucho, loros vinosos, garcitas azuladas y gavilanes polleros,
- Mamíferos: Osos hormigueros, zorro cangrejeros y armadillos gigantes.
- Reptiles: ñacaninás, anacondas amarillas y lagartos-yacaré.

Las especies animales más vulnerables son la nutria gigante y el halcón blanco. Tanto en Villarrica como en buena parte de Guairá, especies como el tapir y el jaguar se encuentran prácticamente extintos. El primero a causa de caza para consumo y el crecimiento de núcleos urbanos. El segundo debido a la deforestación de su hábitat y la cacería furtiva. Otra especie amenazada es la oncilla (Leopardus guttulus) que sufre por el comercio ilegal de su piel, conflictos con perros domésticos y atropellos en las rutas. 

Uno de los atractivos del Parque Manuel Ortiz Guerrero son los carpinchos que ya están acostumbrados a interactuar con visitantes humanos. Otra especie que allí habita y que está en peligro de extinción pero que no se deja ver con facilidad es el llamado agutí de Azara. En el mismo parque se pueden encontrar otros animales nativos e introducidos como biguás, palomas, marruecos y gansos.

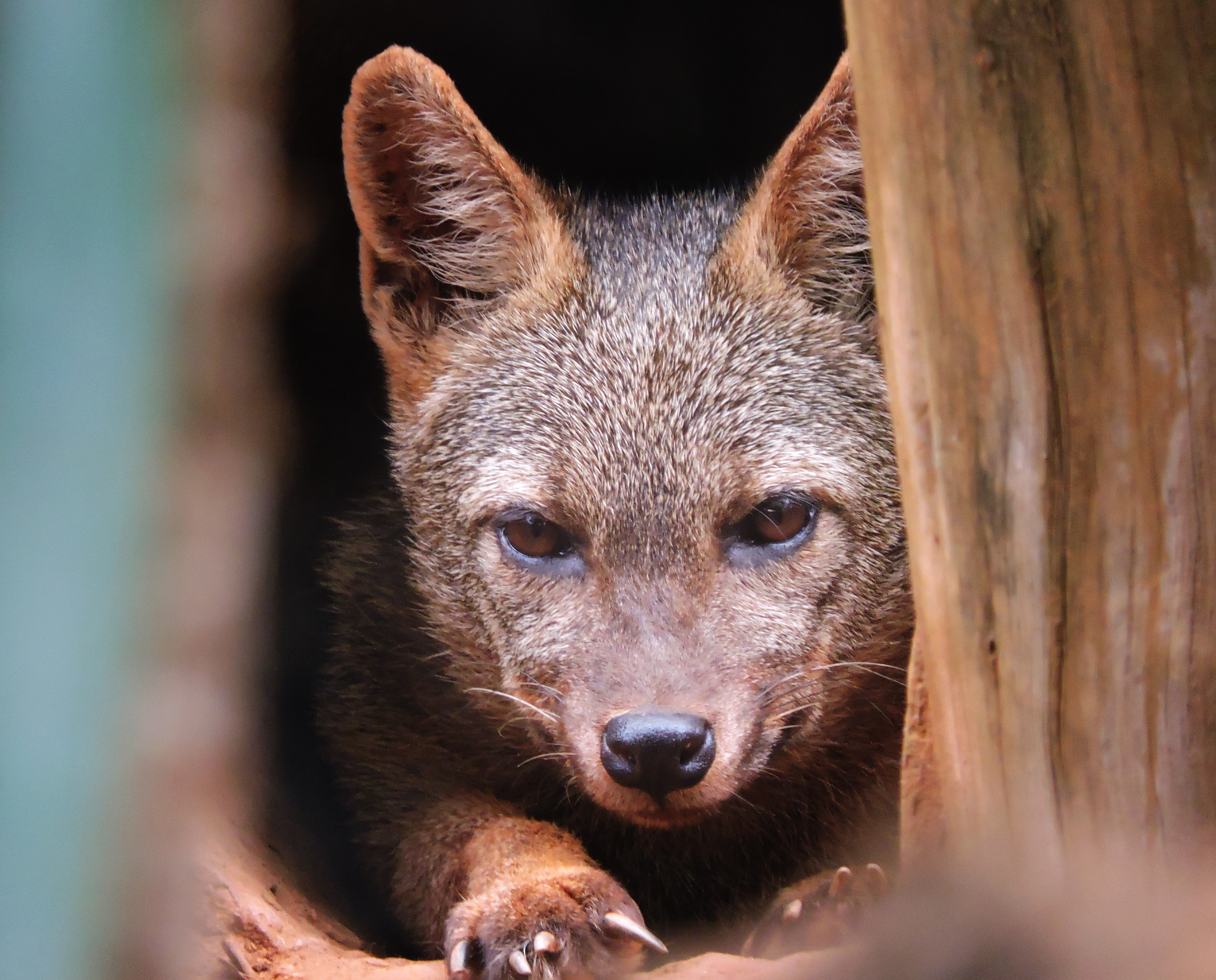
Al zorro cangrejero puede vérsele en las compañías rurales del municipio. Conocido por los lugareños como aguara´i.

En cuanto a plantas nativas se observan lapachos, jacarandás, ibirapytás, yvyrarós, araucarias, timbós, bambúes y peteribíes. Entre la flora amenazada se encuentra el yvyra ysy (Protium heptaphyllum) y el cedro.
Por las calles de los barrios urbanos existen árboles frutales nativos y exóticos como los de limón, guayaba, naranja, toronjo, mora, pacurí, acerola, banana, aguacate y mango. 

### Clima

Villarrica se halla en la zona templada subtropical de Paraguay (color verde)

Posee un clima subtropical húmedo (Cfa) con una temperatura media anual de 22,4 °C. Según datos del Anuario Climatológico 2018 para la estación de Villarrica en 2017, en diciembre se registró una máxima de 37 °C y en agosto la mínima diaria de 3,4 °C. Hubo 19 días en el año cuando la temperatura superó los 35 °C y 11 días cuando fue inferior a 5 °C. En ningún día se superó los 40 °C ni se descendió de los 0 °C. En cuanto a la heliofanía, la media anual fue de 6,7 horas de sol por día. Diciembre fue el mes más soleado y junio el más oscuro. En la ciudad se registró un total de 2455,3 horas de sol en un año, lo que se corresponde con 102,3 días de sol. El total de precipitaciones anual fue de 1441,8 mm. Septiembre y octubre fueron los meses más lluviosos mientras que abril y junio fueron los más secos. La humedad media anual fue de 76,6% y se registraron 97 días con lluvia durante todo el año. La velocidad media anual del viento fue de 5.3 km/h y la máxima anual fue de 74 km/h. El mes con mayor velocidad del viento fue septiembre y los de menor velocidad enero y abril.
Son comunes las tormentas eléctricas que suelen causar inundaciones en hogares asentados en zonas bajas y en invierno las heladas durante la madrugada y al amanecer afectan a los cultivos.
- La temperatura máxima extrema observada fue de 40,4 °C en diciembre de 1985
- La temperatura mínima extrema observada fue de -3,0 °C en julio de 2000[40]

| Parámetros climáticos promedio de Villarrica, Paraguay | Parámetros climáticos promedio de Villarrica, Paraguay | Parámetros climáticos promedio de Villarrica, Paraguay | Parámetros climáticos promedio de Villarrica, Paraguay | Parámetros climáticos promedio de Villarrica, Paraguay | Parámetros climáticos promedio de Villarrica, Paraguay | Parámetros climáticos promedio de Villarrica, Paraguay | Parámetros climáticos promedio de Villarrica, Paraguay | Parámetros climáticos promedio de Villarrica, Paraguay | Parámetros climáticos promedio de Villarrica, Paraguay | Parámetros climáticos promedio de Villarrica, Paraguay | Parámetros climáticos promedio de Villarrica, Paraguay | Parámetros climáticos promedio de Villarrica, Paraguay | Parámetros climáticos promedio de Villarrica, Paraguay |
| Mes                                                    | Ene.                                                   | Feb.                                                   | Mar.                                                   | Abr.                                                   | May.                                                   | Jun.                                                   | Jul.                                                   | Ago.                                                   | Sep.                                                   | Oct.                                                   | Nov.                                                   | Dic.                                                   | Anual                                                  |
| ------------------------------------------------------ | ------------------------------------------------------ | ------------------------------------------------------ | ------------------------------------------------------ | ------------------------------------------------------ | ------------------------------------------------------ | ------------------------------------------------------ | ------------------------------------------------------ | ------------------------------------------------------ | ------------------------------------------------------ | ------------------------------------------------------ | ------------------------------------------------------ | ------------------------------------------------------ | ------------------------------------------------------ |
| Temp. máx. abs. (°C)                                   | 34.6                                                   | 35                                                     | 35                                                     | 34.4                                                   | 34.4                                                   | 31                                                     | 33                                                     | 35.6                                                   | 36.6                                                   | 34                                                     | 36                                                     | 37                                                     | 37                                                     |
| Temp. máx. media (°C)                                  | 31                                                     | 32                                                     | 31                                                     | 32                                                     | 28                                                     | 21                                                     | 23                                                     | 24                                                     | 27                                                     | 28                                                     | 31                                                     | 33                                                     | 28.3                                                   |
| Temp. media (°C)                                       | 27                                                     | 25                                                     | 24                                                     | 24                                                     | 20                                                     | 19                                                     | 17                                                     | 17                                                     | 20                                                     | 21                                                     | 24                                                     | 26                                                     | 22                                                     |
| Temp. mín. media (°C)                                  | 23                                                     | 21                                                     | 21                                                     | 21                                                     | 17                                                     | 11                                                     | 13                                                     | 11                                                     | 17                                                     | 19                                                     | 21                                                     | 22                                                     | 18.1                                                   |
| Temp. mín. abs. (°C)                                   | 19                                                     | 17                                                     | 12.5                                                   | 17.6                                                   | 1.3                                                    | -0.5                                                   | -2.5                                                   | -3                                                     | -1.3                                                   | 5                                                      | 9                                                      | 14                                                     | -3                                                     |
| Precipitación total (mm)                               | 189.7                                                  | 123                                                    | 142.6                                                  | 0                                                      | 152.5                                                  | 21.1                                                   | 31.4                                                   | 43.4                                                   | 204.5                                                  | 247.8                                                  | 202.9                                                  | 55.9                                                   | 1414.8                                                 |
| Días de precipitaciones (≥ 1 mm)                       | 14                                                     | 6                                                      | 10                                                     | 0                                                      | 7                                                      | 6                                                      | 4                                                      | 6                                                      | 11                                                     | 16                                                     | 9                                                      | 8                                                      | 90                                                     |
| Humedad relativa (%)                                   | 81.4                                                   | 72.9                                                   | 82.7                                                   | 73.7                                                   | 75.4                                                   | 79.8                                                   | 78.2                                                   | 72.7                                                   | 76.7                                                   | 81                                                     | 75.5                                                   | 68.6                                                   | 76.6                                                   |
| Fuente: Dirección Nacional de Aeronáutica Civil 2017   |                                                        |                                                        |                                                        |                                                        |                                                        |                                                        |                                                        |                                                        |                                                        |                                                        |                                                        |                                                        |                                                        |

## Demografía
Villarrica tiene una población de 62 565 habitantes según datos oficiales del censo paraguayo de 2022. Existen 17.501 viviendas ocupadas. El 75% de su población vive en la zona urbana.

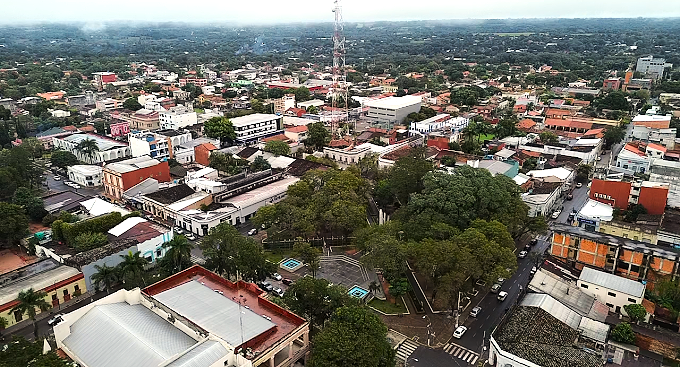
Vista aérea de la zona urbana de la ciudad.

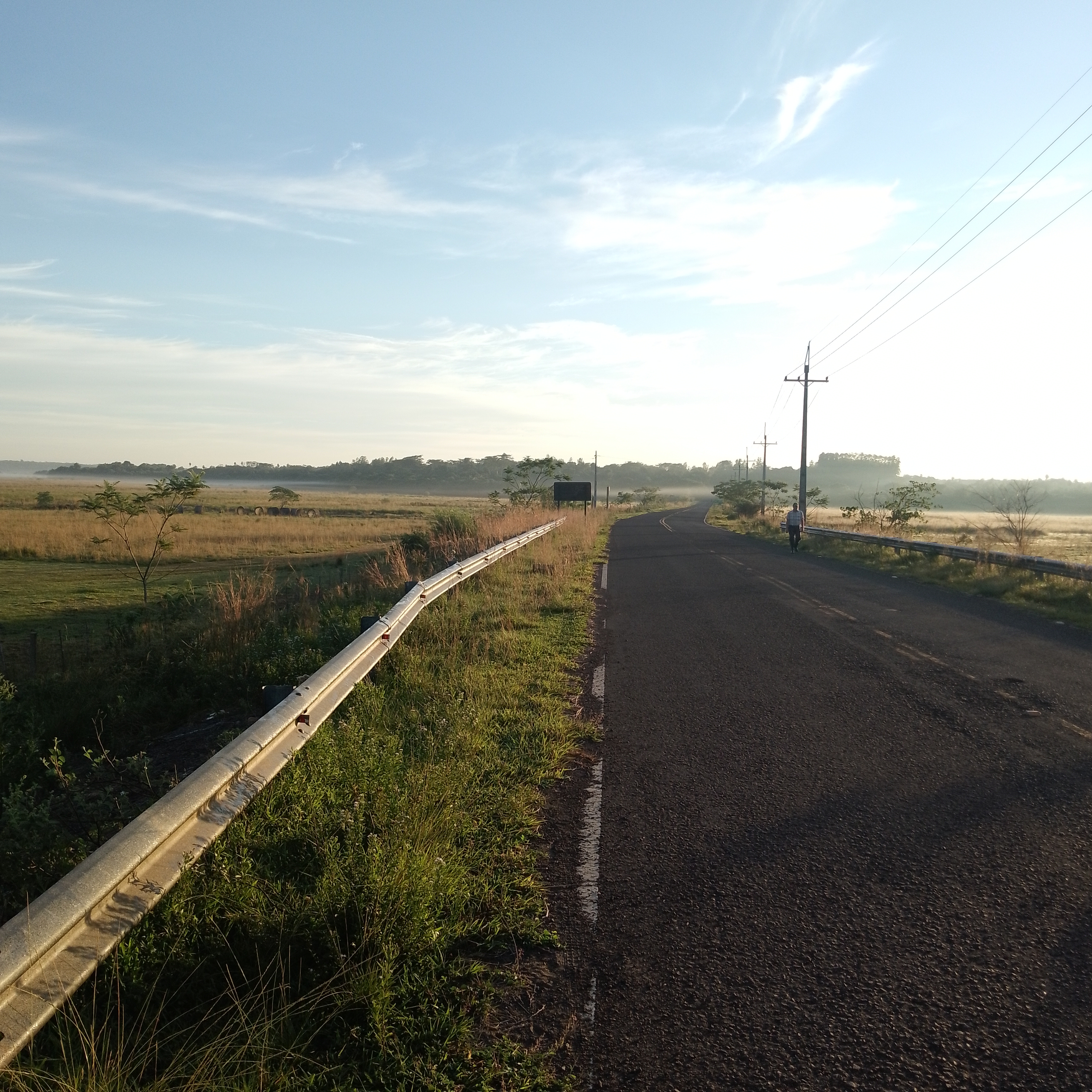
Paisaje en la compañía Potrero Isla (zona rural)

| Evolución demográfica de Villarrica entre 1950 y 2022 |
|                                                       |

### Subdivisiones
Villarrica se divide en un total de 38 subdivisiones: 24 en la zona rural (compañías) y 14 en la zona urbana (barrios).  
| Barrios de Villarrica | Barrios de Villarrica | Barrios de Villarrica | Barrios de Villarrica | Barrios de Villarrica | Barrios de Villarrica |
| N.º                   | Barrio                | N.º                   | Compañía              | N.º                   | Compañía              |
| --------------------- | --------------------- | --------------------- | --------------------- | --------------------- | --------------------- |
| 1                     | Centro                | 1                     | Caazapamí             | 15                    | Potrerito             |
| 2                     | Cristo Rey            | 2                     | Cañadamí              | 16                    | Potrero Báez          |
| 3                     | Curuzú Francisco      | 3                     | Cañada San Francisco  | 17                    | Potrero Isla          |
| 4                     | Estación              | 4                     | Cañada San Juan       | 18                    | Potrero San Francisco |
| 5                     | Lomas Valentinas      | 5                     | Cañada Tapé Ka´aguy   | 19                    | Punta Kupé            |
| 6                     | Salesiano             | 6                     | Carovení              | 20                    | Rincón                |
| 7                     | San Blás              | 7                     | Costa Espinillo       | 21                    | Rosado                |
| 8                     | Santa Miguel          | 8                     | 14 de Mayo            | 22                    | Santa Rosa            |
| 9                     | Santa Librada         | 9                     | Doña Juana            | 23                    | Tuyuti-Guazu          |
| 10                    | Santa Lucía           | 10                    | Itaybú                | 24                    | Ytororó               |
| 11                    | Tuyutimi              | 11                    | Lemos                 |                       |                       |
| 12                    | Urbano                | 12                    | Loma San Francisco    |                       |                       |
| 13                    | Yvyrá Roví            | 13                    | Mbopicuá              |                       |                       |
| 14                    | Ybaroty               | 14                    | Pisadera              |                       |                       |

## Economía
El presupuesto de ingresos de la ciudad en el año 2021 fue de 33.316.980.023 guaraníes. (4.5 millones de dólares)

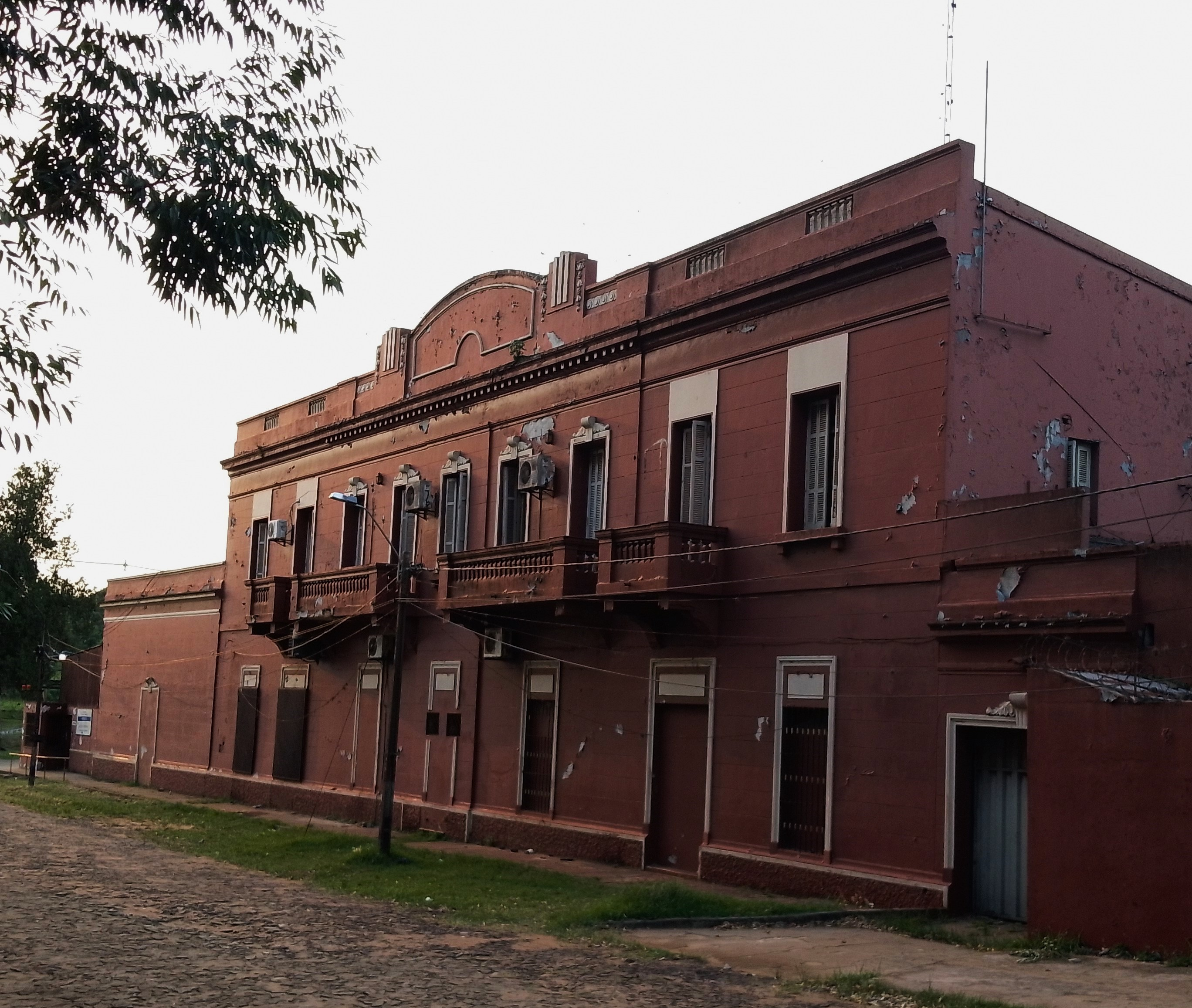
Edificio de la Azucarera Friedmann en el barrio Estación.

La producción agrícola es mayoritariamente de subsistencia, cultivándose, entre los frutos, banano, limón, pimiento, mandarina, maní, naranjo agrio, naranjo dulce, piña, pomelo y fresas. Entre las hortalizas, ajo, algodón, batata, cebolla, habilla, maíz,  mandioca, papa, poroto, y tomate. La caña de azúcar sólo representa el 10% de la producción departamental y es usada principalmente para la elaborar melaza mientras que el llamado pasto Camerún, sirve como complemento en la alimentación del ganado vacuno.
Virtualmente todas las industrias locales son pequeñas y medianas como la azucarera, envasadoras de agua mineral, yerbateras, panaderías, hilanderías, desmotadoras, fábricas de lienzo, fábricas de calzados, elaboración de muebles y de básculas, artesanías y confección de tejidos de ao po´í.Tanto el comercio minorista y mayorista como el sector servicios son más significativos que el sector primario en la economía local debido a que el índice de urbanización es alto y a las universidades que atraen estudiantes de todo el departamento de Guairá, los departamentos de Caazapá y Caaguazú e incluso de Brasil. Similar al resto del país, los productos de contrabando ya sean originales o falsificados traídos de Argentina y Brasil representan una porción importante dentro del comercio mayorista. 
Dentro de la ciudad se encuentran distribuidoras de los productos lácteos y cárnicos de las cooperativas nacionales La Holanda Ltda. (Caaguazú), Chortitzer Ltda. y Neuland (ambas de Boquerón) y de golosinas de la multinacional argentina Arcor.

### Turismo
Uno de los lugares más visitados es el Parque Ortiz Guerrero, ubicado en el barrio Centro entre las calles Bottrell y Coronel Oviedo. Contiene un paseo alrededor de la laguna y la tumba del poeta Manuel Ortiz Guerrero .También es un buen lugar para observar y alimentar animales como capibaras, patos, ánades reales, cormoranes, gansos y una especie de roedor en peligro de extinción llamado agutí.
Otro lugar interesante es el Museo Fermín López, que está situado en una casa construida en 1842. Guarda objetos personales de héroes de la guerra del Paraguay como el maestro Fermín López y el poeta Natalicio Talavera; armas y municiones de la guerra del Chaco , una colección de monedas y billetes antiguos paraguayos así como otros artefactos tales como armas indígenas, muebles antiguos, fotografías antiguas de la ciudad y piezas de arte religioso.
Otras actividades sugeridas son asistir a la fiesta de San Juan en junio en la Antigua Estación del Ferrocarril, pasear a pie o en bicicleta por el Parque del Guaira, asistir a conciertos en la Catedral o hacer senderismo en los cerros de la compañía de Ytororó.

## Infraestructura

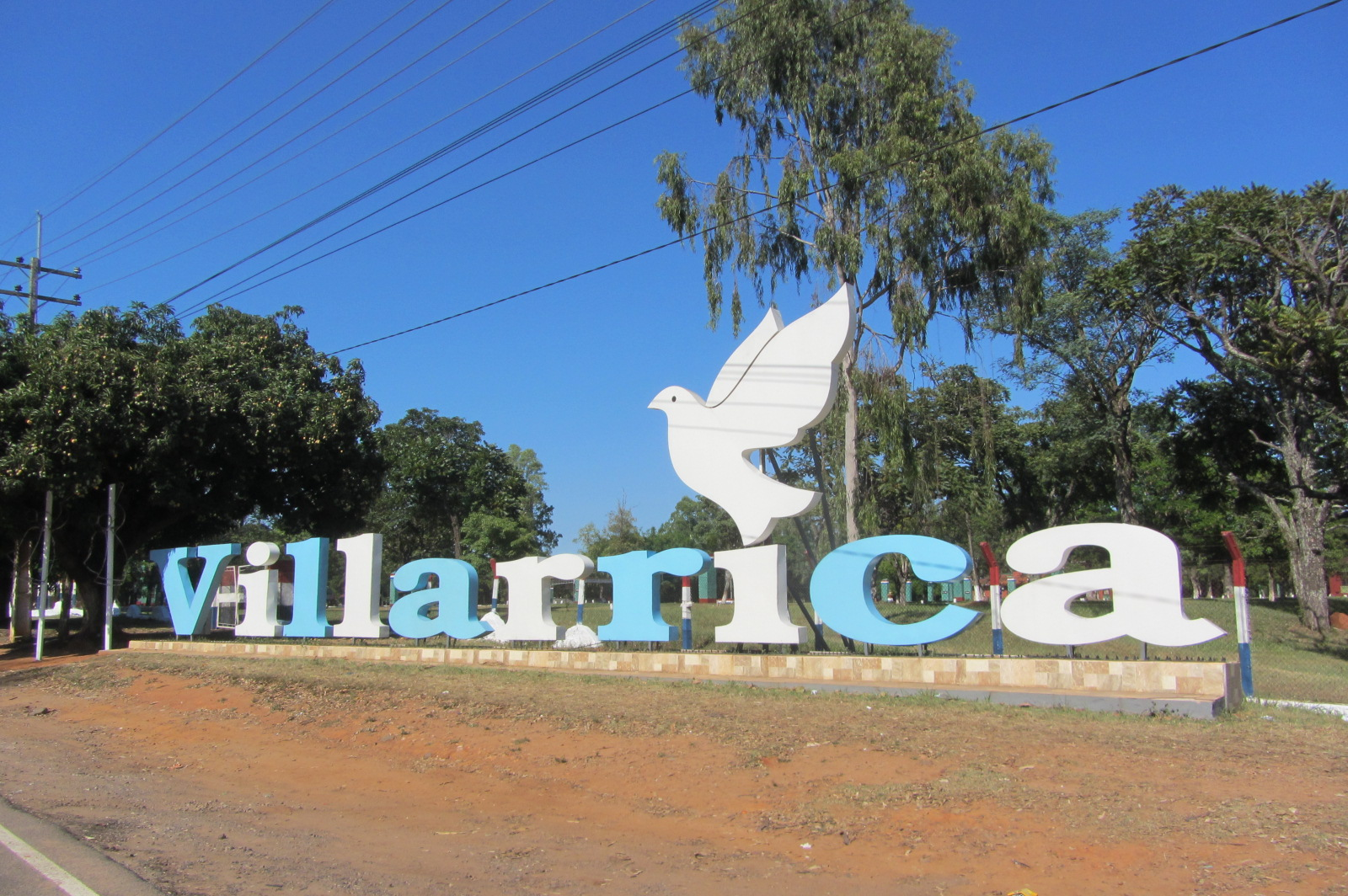
Acceso a Villarrica por la Ruta PY08.

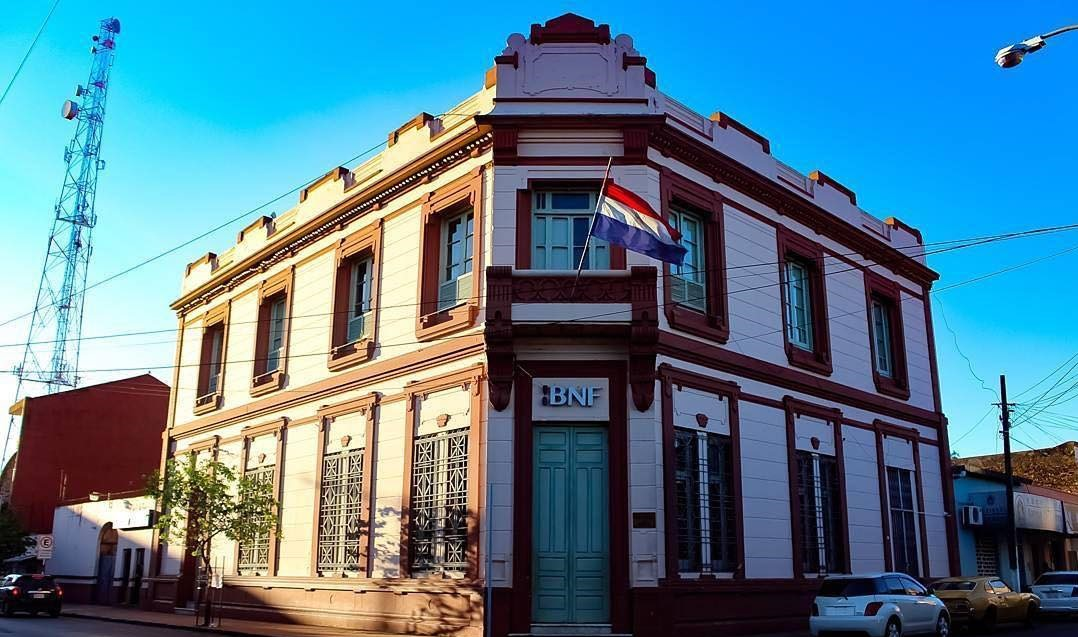
Sede del Banco Nacional de Fomento (BNF) en la ciudad.

La principal ruta de acceso a la ciudad es la PY08 que atraviesa el municipio de norte a sur comunicándolo con Mbocayaty, Coronel Oviedo y San Estanislao hacia el norte y hacia el sur con Caazapá, Yuty y Coronel Bogado. La ruta PY10 la conecta con las ciudades de Tebicuary y Paraguari, uniendo así la ruta PY08 con a la ruta PY10.Al oeste está conectada con el municipio vecino de Itapé mediante dos rutas, la más corta (18 km) que parte desde el barrio Lomas Valentinas y la más extensa (23 km), denominada Ruta de la Fe, que parte del barrio Estación. Al noroeste, el camino que comunica a Villarrica directamente con el municipio de Félix Pérez aún es terraplenado. 

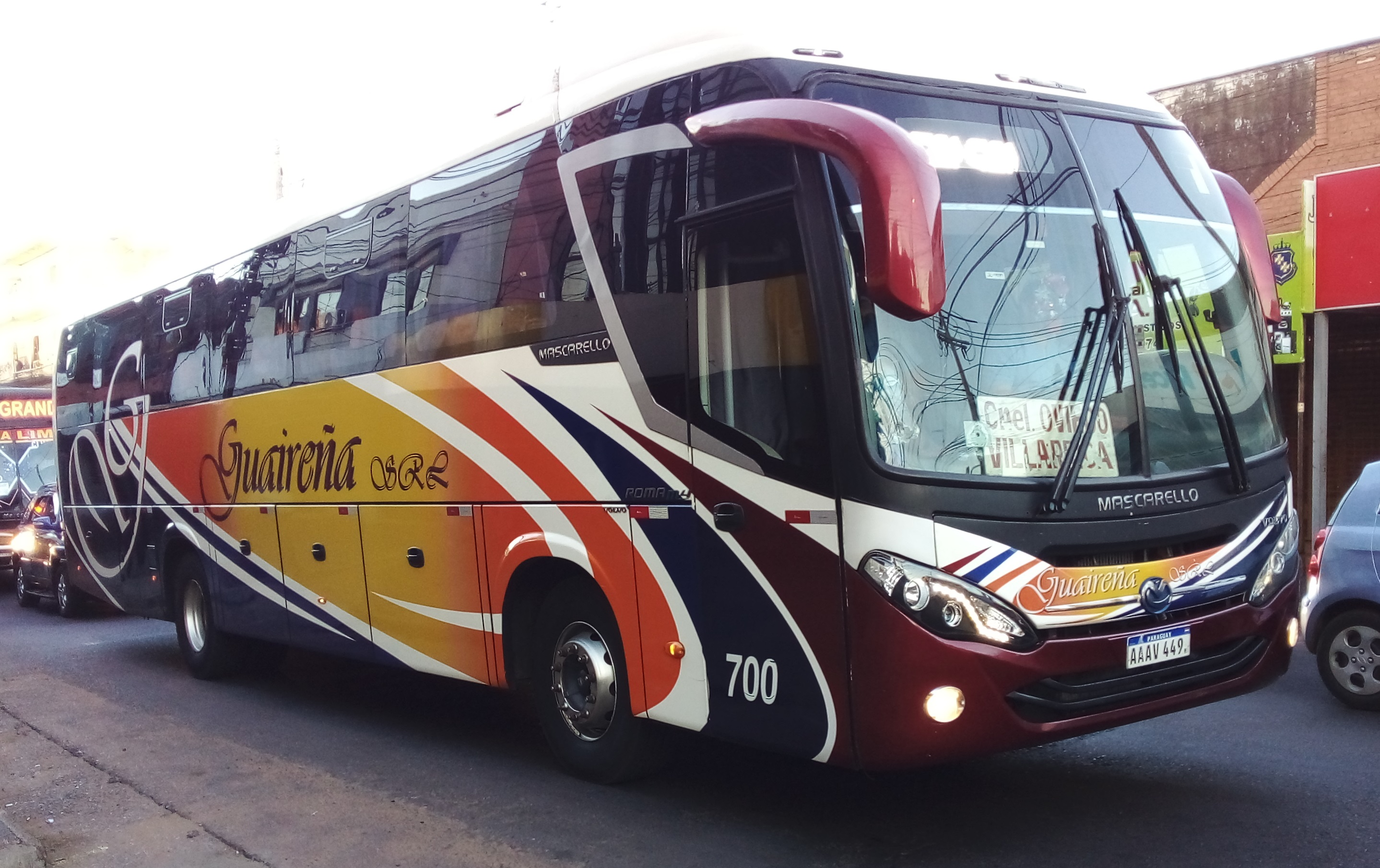
Autobús de la empresa de transportes local llamada Guaireña SRL.

El servicio de agua potable como en el resto del país está a cargo de la empresa estatal ESSAP.
El servicio de energía eléctrica está a cargo de la empresa privada y local CLYFSA. Desde 1953, CLYFSA es la primera y única empresa privada de distribución de energía eléctrica en Paraguay. La empresa posee unos 15.000 usuarios y dispone de 60 MVA (megavoltiamperios) de capacidad de transformación de energía. Los usuarios de Villarrica son los únicos de todo Paraguay que no están obligados a utilizar el servicio de la estatal ANDE
El servicio de acceso a Internet por banda ancha es provisto por las empresas privadas Tigo y Personal y por la estatal COPACO. El servicio de correo postal es prestado por la Dirección Nacional de Correos del Paraguay. (DINACOPA)

Algunos bancos que se asientan en Villarrica son el Banco Itaú, el Banco Nación Argentina, el BNF, GNB, Continental y Visión. Entre las cooperativas presentes en la ciudad se encuentra COOPEDUC (fundada por educadores villarriqueños), Cooperativa Jopói, COOMECIPAR (personal de la salud) y la Cooperativa Universitaria.

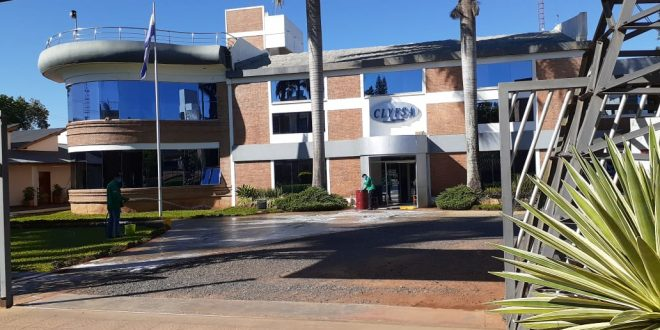
Instalaciones de la Compañía de Luz y Fuerza SA (CLYFSA) fundada en 1953.

Con respecto a la salud, como sede de la cuarta región sanitaria de Paraguay, Villarrica alberga al Hospital Regional. Dicho hospital es de carácter estatal y dispone de 86 camas hospitalarias. El Hospital del Instituto de Previsión Social (IPS) también tiene una sede en la ciudad que cuenta con 40 camas hospitalarias. Además, existen 5 hospitales privados, más de una decena de consultorios odontológicos y un centro de neurociencias.
Villarrica también alberga al Viceconsulado de España representando a los departamentos de Guairá, Caaguazú y Caazapá.

### Espacios verdes
Los espacios verdes de significancia dentro del municipio son: El Parque del Guairá, el Parque Manuel Ortiz Guerrero, la Plaza de los Héroes, la Plaza Libertad y la Plaza Pettirossi. 
El Parque del Guairá dispone de una ciclovía de unos 2,2km de longitud, un gimnasio público y canchas de pádel, rugby, vóleibol, fútbol y baloncesto. Las principales atracciones del Parque Manuel Ortiz Guerrero son el paseo en bote por su laguna, la tumba del poeta local Manuel Ortiz Guerrero y los carpinchos. La Plaza de los Héroes, situada frente a la sede de la Municipalidad, está dedicada a los combatientes de la guerra del Chaco (1932-1936) y contiene un memorial de las siete mudanzas de Villarrica. La Plaza Libertad, ubicada frente al edificio de la Gobernación, contiene una estatua de la personificación de la Libertad, una mujer sosteniendo una antorcha. Por su parte, en la Plaza Pettirossi se encuentra una estatua dedicada al pionero de la aviación paraguaya Silvio Pettirossi y cuenta con una cancha de fútbol de césped sintético, una de baloncesto y una de voleibol de playa.

## Cultura
Villarrica solía ser considerada como la segunda ciudad más importante de Paraguay debido a la dinámica actividad cultural que tuvo hasta la primera mitad del siglo XX. El primer médico paraguayo, el primer poeta paraguayo y el primer neurocirujano paraguayo provinieron de Villarrica. Varios artistas paraguayos de renombre como el poeta Manuel Ortiz Guerrero, el compositor clásico Diego Sánchez Haase y el guitarrista Cayo Sila Godoy nacieron o crecieron allí. Otros nativos de Villarrica han sido muy relevantes especialmente en la educación y el periodismo. Además, un buen número de ciudades paraguayas como Caaguazú, Mbocayaty, Independencia y Unión en el departamento de San Pedro fueron fundadas y pobladas por pioneros y familias de esta localidad.
El club social más antiguo de Paraguay, llamado Porvenir Guaireño, fue fundado en Villarrica en 1888; así como la primera empresa privada de distribución eléctrica del país, llamada CLYFSA, en 1953 y el segundo partido político más popular de Paraguay, el PLRA, en 1886.
Entre las entidades sociales y culturales se hallan:
- Club Porvenir Guaireño. Fundado en 1888, es el club social más antiguo de Paraguay.[65]

- Rotary Club de Villarrica. Constituido en 1929, es el segundo Rotary Club más antiguo del país y el primero del interior.[66]
- Escuela municipal de danza, declamación, oratoria y guitarra.
- Centro Cultural Paraguayo Americano. Posee una biblioteca bilingüe con más de 445 libros en castellano e inglés donados por la embajada de Estados Unidos en Paraguay. Incluye libros para alumnos de la escuela primaria y secundaria. Además de textos para universitarios sobre literatura americana, democracia y economía.[67]

- Museo y Biblioteca Municipal Fermín López. Cuyo local es una casa de estilo colonial construida hacia 1842 durante el gobierno de Carlos Antonio López. Inicialmente funcionó como una escuela llamándose "La Patria". Actualmente lugar se conservan antiguas posesiones del poeta Natalicio Talavera, armas que usó el ejército paraguayo en la Guerra del Chaco y en la Triple Alianza, y una colección de monedas y billetes paraguayos. También se encuentran arcos, flechas, canoas y hachas elaborados por los indígenas.[68][69][70]

- Museo de CLYFSA. Inaugurado en 2023 por los 70 años de aniversario de fundación de la empresa local de distribución de energía eléctrica. Ofrece visitas guiadas para aprender sobre la historia de dicha empresa y talleres de ingeniería básica para los interesados en electricidad y electrónica.

### Patrimonio arquitectónico

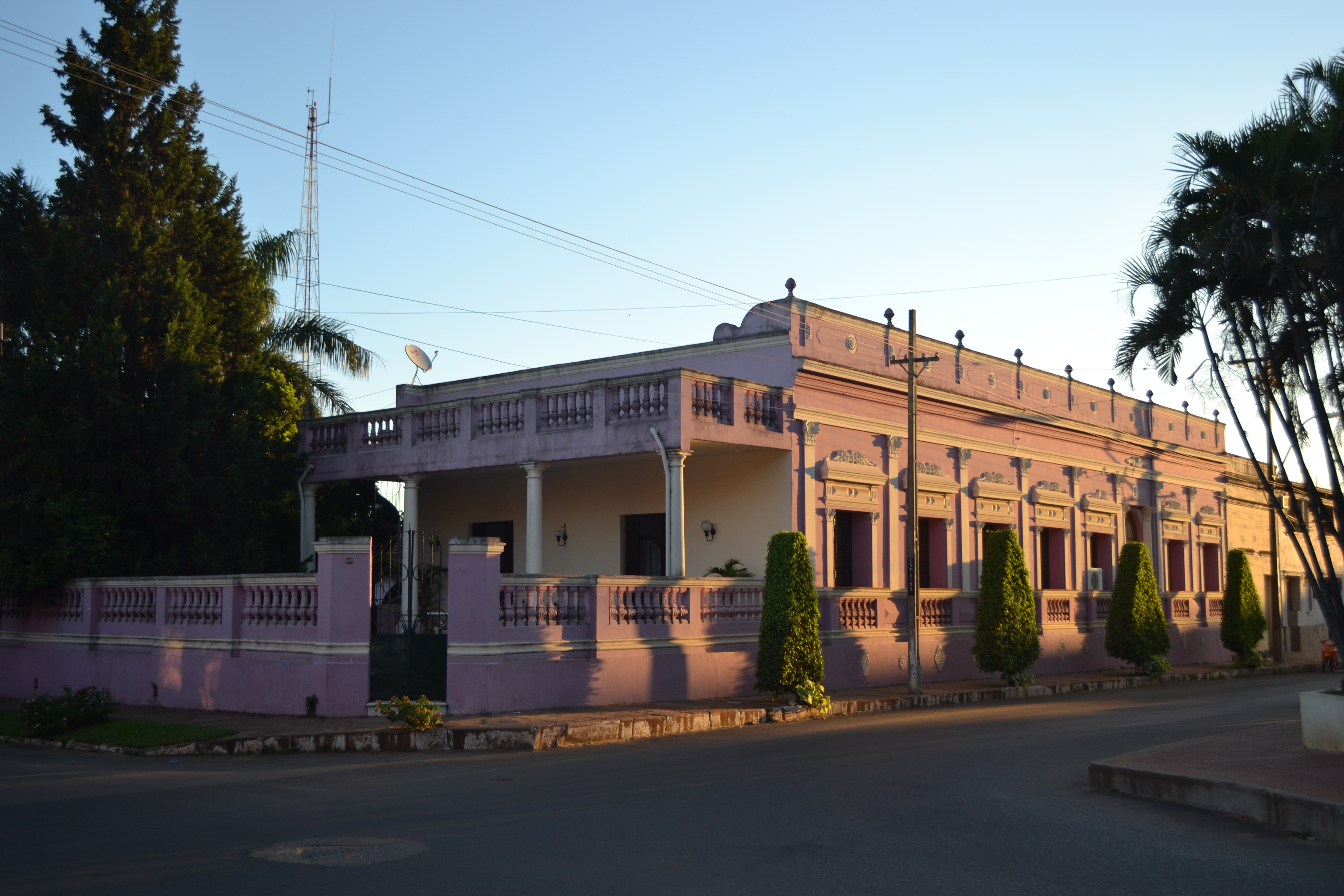
Residencia en el barrio centro de la ciudad.

De 1884 en adelante, con la prolongación del ferrocarril desde Paraguarí a Villarrica, esta última vivió una época de despegue económico debido a su unión a Encarnación y por ende a Argentina. Aunque el ferrocarril ya no funciona en la actualidad siguen en pie la antigua estación y otros edificios de la época, muchos de ellos en desuso. En el barrio llamado «Centro» de la ciudad se encuentra la inmensa mayoría de los edificios considerados de interés arquitectónico, cultural e histórico. Prácticamente todos ellos datan de entre el inicio del siglo XIX y el inicio del siglo XX.

Según un material elaborado por el Departamento de Historia y Patrimonio de la Facultad de Arquitectura, Diseño y Arte de la Universidad Nacional de Asunción, en 2008, se reconocían 80 edificaciones de interés arquitectónico en la ciudad de Villarrica. A continuación son mencionados algunos de los edificios.

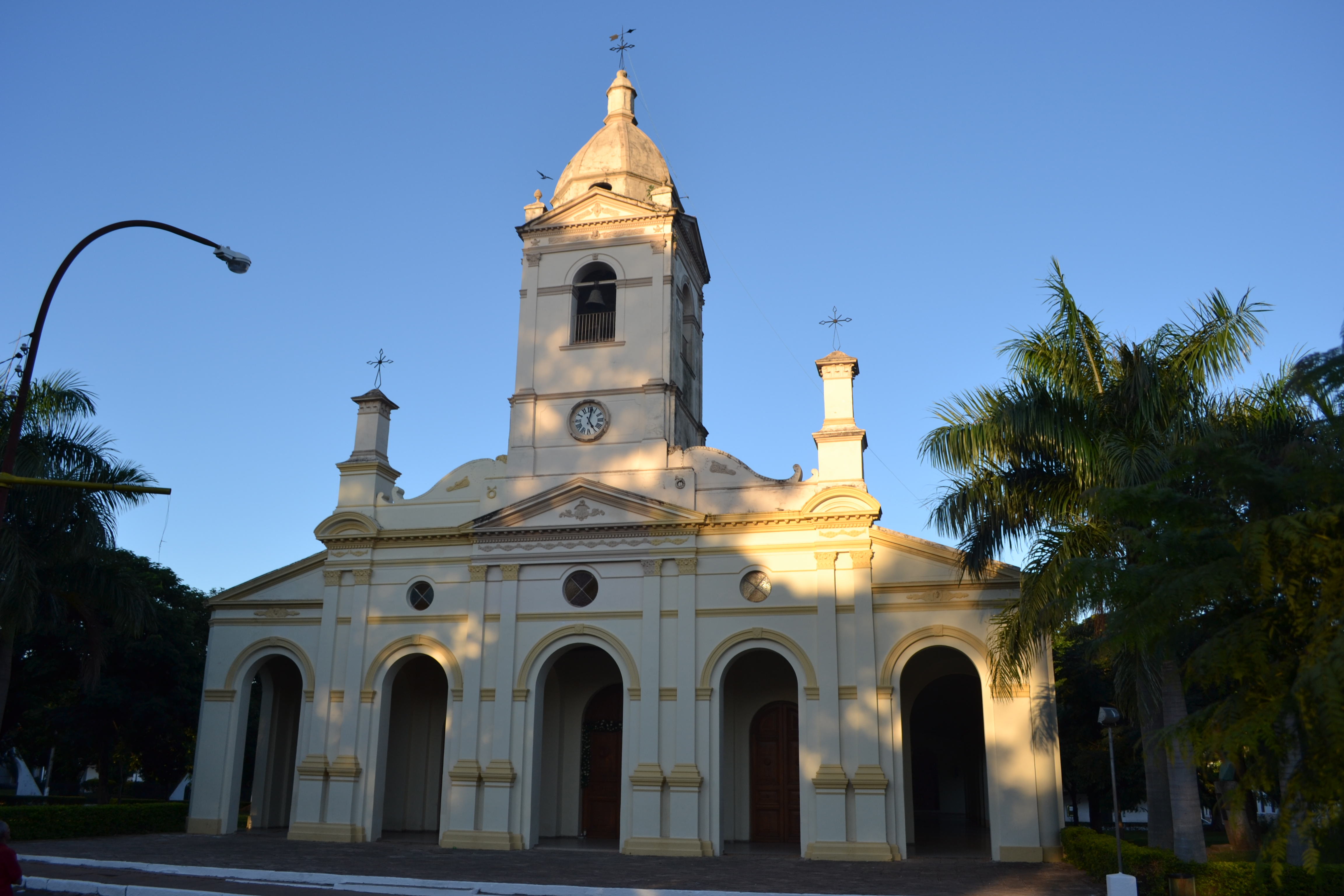
Catedral de Santa Clara (1883)

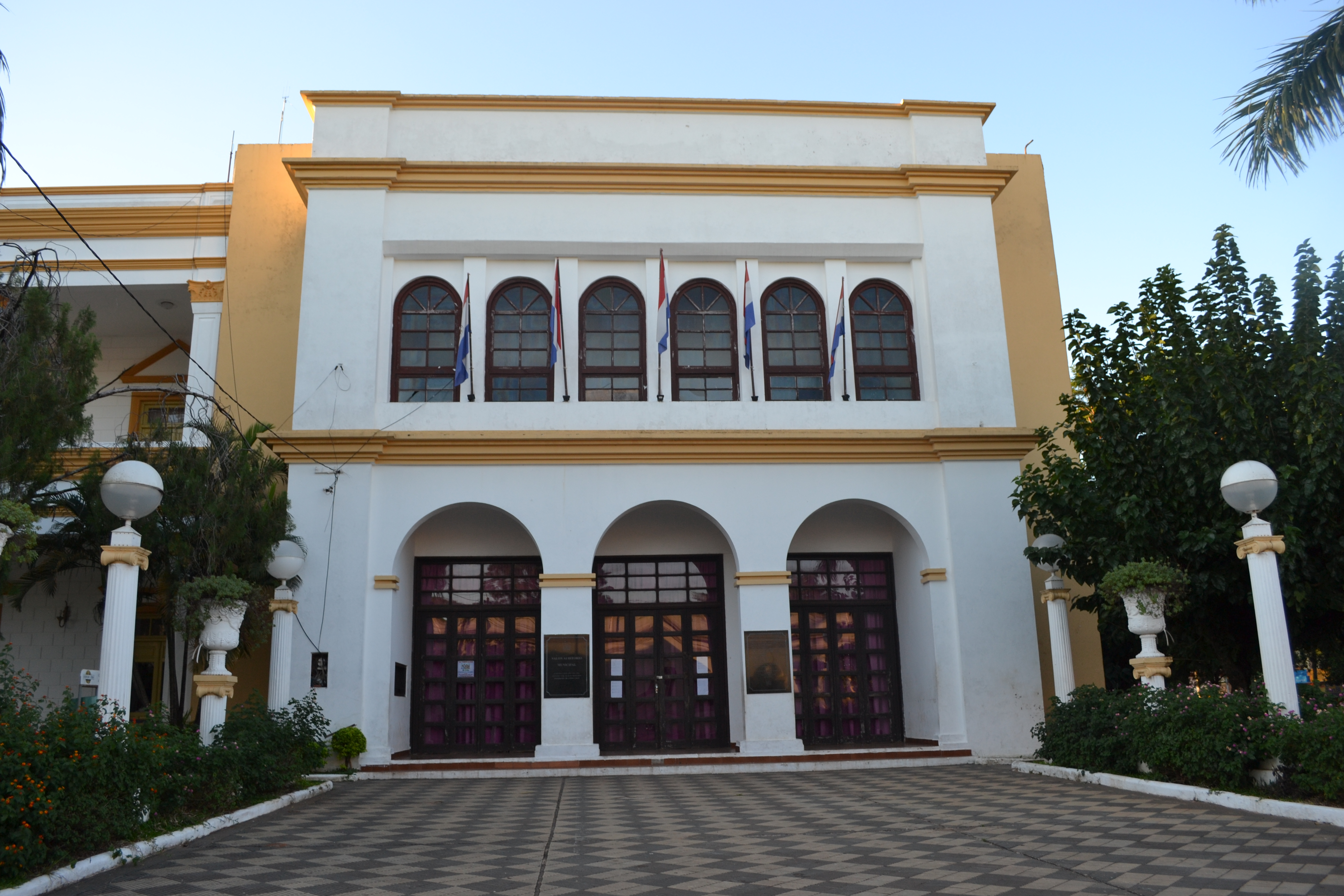
Teatro Municipal.

- Palacete Municipal (1907-1913) El predio que hoy ocupa este edificio fue el cementerio de los Padres jesuitas durante el periodo que permanecieron en la ciudad. Luego de ser expulsados, el lugar pasó a manos de los franciscanos quienes construyeron allí un convento que sería clausurado por el Dr. Francia en 1824. A principios de 1907, se colocó la piedra fundamental de la actual edificación. La obra quedó suspendida por algunos años y finalmente fue inaugurada en 1913. Juan Lombardi fue quién envió los planos de proyecto a la Junta Municipal quedando el proyecto a cargo de David Boggiani.

- Catedral de Villarrica (1883-1891) Su actual torre era inicialmente de madera y estaba situada a uno de los lados. Un temporal ocasionó su caída en 1877 por lo que se organizó su reconstrucción. Para sus arreglos internos se utilizaron materiales pertenecientes a los franciscanos. El edificio tiene forma de cruz latina y en su decoración exterior tiene influencias neorrománicas. La construcción se inició en 1883 pero quedaron interrumpidas por tres años. Los constructores Galparoli y Fraga finalizaron el proyecto en 1891. Su torre posee un reloj y tres campanas; la campana más antigua data de 1781.

- Museo Municipal «Maestro Fermín López» (1842) Data de la época Carlos Antonio López. Primeramente funcionó como una escuela de niños (1842-1867). Luego como la Escuela "La Patria". Durante la guerra de la Triple Alianza, un grupo de alumnos de la escuela junto a su maestro Fermín López decidieron acudir a la batalla de Acosta Ñu, donde la mayoría fueron asesinados. Por muchos años siguió siendo una escuela con diferentes nombres hasta que en 1972 fue convertido en museo y en la actualidad también es sede de la Dirección de Cultura de Villarrica.

- Iglesia de Ybaroty (1944-1957) Los principales responsables de su construcción fueron los padres españoles Carlos Anasagasti (Guipúzcoa) y Andrés Saralegui (Cantabria). La fachada tiene influencias de la de la Catedral de Angulema, en Francia. Su estilo arquitectónico es una combinación del románico con el gótico.

- Club El Porvenir Guaireño (1917-1919) Es el resultado de la unión del Art Nouveau y el neoclásico. Los planos y la obra tuvieron como cabeza al ingeniero italiano Luis Zin. La mayoría de los materiales fueron importados de Europa. Durante la guerra del Chaco funcionó como hospital de sangre. La edificación fue declarada Patrimonio Arquitectónico, Cultural e Histórico de la Ciudad de Villarrica en 2005.

- Banco Nacional de Fomento (1890) Posee características del neoclásico. Cuenta con dos niveles. Fue construido para ser la sede del Banco del Paraguay (Banco Central de Paraguay).

Otros edificios de interés son el Teatro Municipal (1911), los Salones Comerciales Francisco Arias (1800), las casas Brizuela (1800), Vacchetta-Boggino (1820),  Gerardo González (1840), Bogado-Fernández (1853), Escobar (1862), Guggiari/Buzarquis (1875) y Boettner-Balansá; el Centro Médico Guaireño (1887), la Estación Ferroviaria (1888) y el Centro de Desarrollo Socioeconómico del Guairá (1890). 

### Carnaval
La celebración del carnaval en Villarrica se originó en 1926 con un grupo de mujeres que organizaron un baile con antifaces y vestidos pomposos en la Plaza Libertad frente al edificio de la Gobernación de Guairá. Desde ese entonces ha evolucionado adquiriendo más características de los carnavales brasileños. Organizado por la Municipalidad de Villarrica, es llamado «Carnaval Guaireño» o «Caranaval Gua'i» asisten unos 40 000 espectadores y es el segundo carnaval más importante del país después del de Encarnación. Se celebra entre los primeros días de febrero. Habitualmente se realiza un desfile de anticipación en Asunción para promocionar e invitar a los turistas capitalinos. En fecha 29 de enero de 2016 se realiza el Primer Carnaval Inclusivo del País, con la participación de una Comparsa integrada por Personas con Discapacidad y Sin Discapacidad.

### Carumbé
Es un medio de transporte tradicional de Villarrica, traída de la ciudad de Encarnación, que consiste en un carro de madera con techo y tirado por caballos. Su nombre viene de la palabra guaraní karumbe que significa tortuga. Aunque actualmente tiene una mayor utilidad turística el carumbé sigue siendo utilizado con frecuencia como un medio de transporte alternativo como ocurre con los taxis teniendo sus principales paradas en los dos mercados de la ciudad. Además, existe una asociación de «conductores de carumbé» o «carumbeseros».
Reciben apoyo de la municipalidad y tienen que cumplir requisitos bien delimitados como llevar un número específico, mantener los carros en buen estado y pintarlos de color naranja. Se estima que existen unos 50 ejemplares en circulación.

### Ciudad Digital
En 2010, Villarrica se convirtió en la primera ciudad del Paraguay en poseer un gobierno electrónico siendo parte del proyecto Villarrica, ciudad digital. Dicho proyecto tiene el objetivo de promover el acceso de la ciudadanía a la tecnología, mejorar los servicio del municipio, estimular la transparencia y la participación del ciudadano en la gestión pública.
El 21 de diciembre de 2009 el proyecto se presentó en la séptima jornada de transparencia y participación ciudadana, y se realizó la primera conexión wifi en la Plaza de los Héroes. En enero de 2010 la ciudad ganó un concurso auspiciado por la Unión Europea llamado Amor por la buena gobernanza local con cuyos fondos se costeó parte de los gastos para la instalación del gobierno electrónico. En abril de 2010, se habilitó el telecentro de participación ciudadanía que consiste en 10 computadoras a disposición de la comunidad con acceso a Internet instaladas en el museo municipal. El 21 de mayo del 2010, Villarrica se convierte en primera ciudad digital del Paraguay en un acto con la presencia del presidente Fernando Lugo, y autoridades nacionales y locales inaugurándose el sistema de Internet wifi gratuito, de 1 megabyte de velocidad, en las Plazas De los Héroes y Libertad, las dos primeras plazas digitales del Paraguay. Además, el intendente municipal Federico Alderete y el presidente de la Compañía Paraguaya de Comunicaciones (COPACO) firmaron un convenio de cooperación para desarrollar las plazas digitales y realizar actividades que fomenten el proyecto.
El 6 de octubre del 2010 se instauró el primer gobierno electrónico (e-gobierno) del país habilitándose un sistema de resoluciones municipales electrónicas.

### Deportes
En Villarrica, similar al resto de Paraguay y Sudamérica, el deporte de mayor popularidad e infraestructura es el fútbol. El único club de fútbol local que ha jugado en la Primera División de la Asociación Paraguaya de Fútbol e incluso participado de la Copa Sudamericana, ha sido Guaireña FC. Su estadio oficial es el Parque del Guairá y tiene una capacidad de 11.000 espectadores. El segundo lugar, podría ocupar el vóleibol.
Goza de creciente popularidad el baloncesto y además se practica rugby y motocross. Existen tres circuitos de motocross en la ciudad, dos en la compañía Rincón y uno en Carovení. El boxeo se extendió en la ciudad desde 1927 mientras que el tenis ha tenido presencia por lo menos desde 1930 cuando se funda el llamado Lawn Tennis Club. Actualmente se sigue practicando en canchas de tipo polvo de ladrillo en el casco urbano y en la sede campestre del Club Porvenir Guaireño ubicada en Mbocayaty. Otro deporte que se arraigó desde 1925 fue el ciclismo formándose en 1928 el primer club de esta disciplina llamado El Pedal Guaireño.

### Educación

Ramón Indalecio Cardozo, propulsor del desarrollo educativo de la ciudad.

Ya en 1585 los franciscanos abrieron una escuela elemental y superior en un convento al que llamaron Santa Bárbara. En el siglo XVII (1600s), en la entonces gobernación del Paraguay, Villarrica y Asunción contaban con cátedras de gramática, filosofía y latín lideradas por religiosos jesuitas, franciscanos, dominicos y mercedarios. Luego de la independencia, los distintos gobiernos tuvieron la intención de fortalecer la educación abriendo escuelas y centros religiosos, pero los medios con que contaban eran poco desarrollados. Entre los primeros maestros guaireños se destaca Doroteo Meaurio, quién fue profesor de José Félix Bogado hacia 1790 y Ruperto Medina maestro de la primaria de Juan Vicente Estigarribia, quien se convertiría en médico de Carlos A. López. Sin embargo en 1818, el convento franciscano de la ciudad fue clausurado por el Dr. Francia. En el gobierno de Carlos A. López (1844-1862), la educación se benefició de gran manera abriéndose numerosas escuelas y academias. Durante el gobierno de López funcionaban en la ciudad tres escuelas, siendo la más importante, según Efraím Cardozo, la Escuela de Latinidad. La guerra de la Triple Alianza paralizó toda actividad educativa en el país. Niños, adolescentes, adultos y ancianos se alistaron al ejército y desde 1868 los centros educativos fueron clausurados hasta el final de la guerra en 1870.

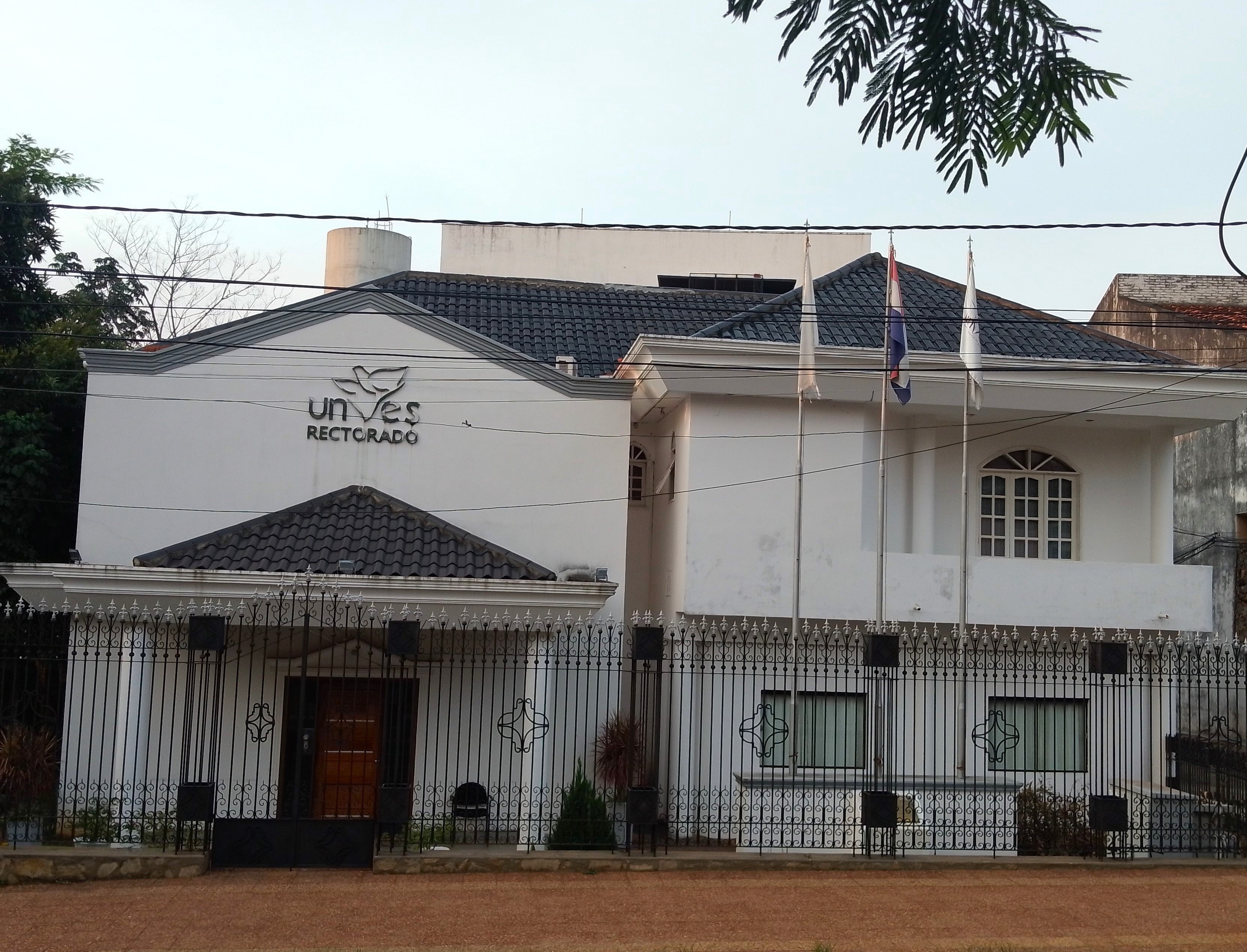
Fachada del Rectorado de la Universidad Nacional de Villarrica del Espíritu Santo (UNVES)

En los años 1873 y 1874 existían tres escuelas primarias. Una era privada y de varones, la segunda era municipal también de varones y la tercera también municipal pero de mujeres. En dichas instituciones había 110 alumnos matriculados de ambos sexos. Este número muy modesto de alumnos se debió a que al terminar la guerra de la Triple Alianza la población de Villarrica quedó reducida y no sobrepasaba los 600 habitantes, la mayoría de estos mujeres y niños. Estas tres escuelas mencionadas funcionaban en el llamado Convento Cué (en yopará viejo convento) que ya para ese entonces estaba deteriorándose. Por este motivo fueron trasladadas a la residencia de un ciudadano llamado Pedro Guggiari. Desde 1891 y en adelante, se crearon escuelas elementales en las zonas rurales del distrito de Villarrica, llamadas compañías, como Ytaybú, San Francisco Potrero, Doña Juana, Carovení y Tuyutí. Desde 1895 al año 1900, la ciudad contaba con dos escuelas graduadas; una de ellas era la Escuela La Patria situada detrás de la iglesia catedral en donde ahora se sitúa el Museo Fermin López. A partir de 1911, por iniciativa de Ramón Indalecio Cardozo y con la cooperación de los vecinos del pueblo se construyeron más escuelas en distintos terrenos concedidos mediante la ayuda del estado.
Villarrica cuenta con varios centros de educación superior entre los que destacan la Universidad Católica campus Guairá (UCG), privada y regida por la diócesis de Villarrica; una filial de la Universidad Nacional de Asunción (UNA) y la Universidad Nacional de Villarrica (UNVES), ambas con fondos estatales.

La Secretaría Nacional de Promoción Profesional (SNPP) dependiente del Ministerio de Trabajo, cuenta con una sede regional en la ciudad y ofrecen cursos de oficios de rápida salida laboral como electricidad, refrigeración, construcción y mecánica automotriz para facilitar la movilización social de los grupos más carenciados. Además, desde 2021 opera en la ciudad el Colegio de Policía Nro. 5 'José Merlo Saravia', dependiente del Ministerio del Interior, con capacidad de albergar a 150 aspirantes varones y mujeres a la carrera de Policía. Las instalaciones de unos 6500 metros cuadrados se hallan en el barrio San Blas y cuentan con una biblioteca y una sala de informática. 

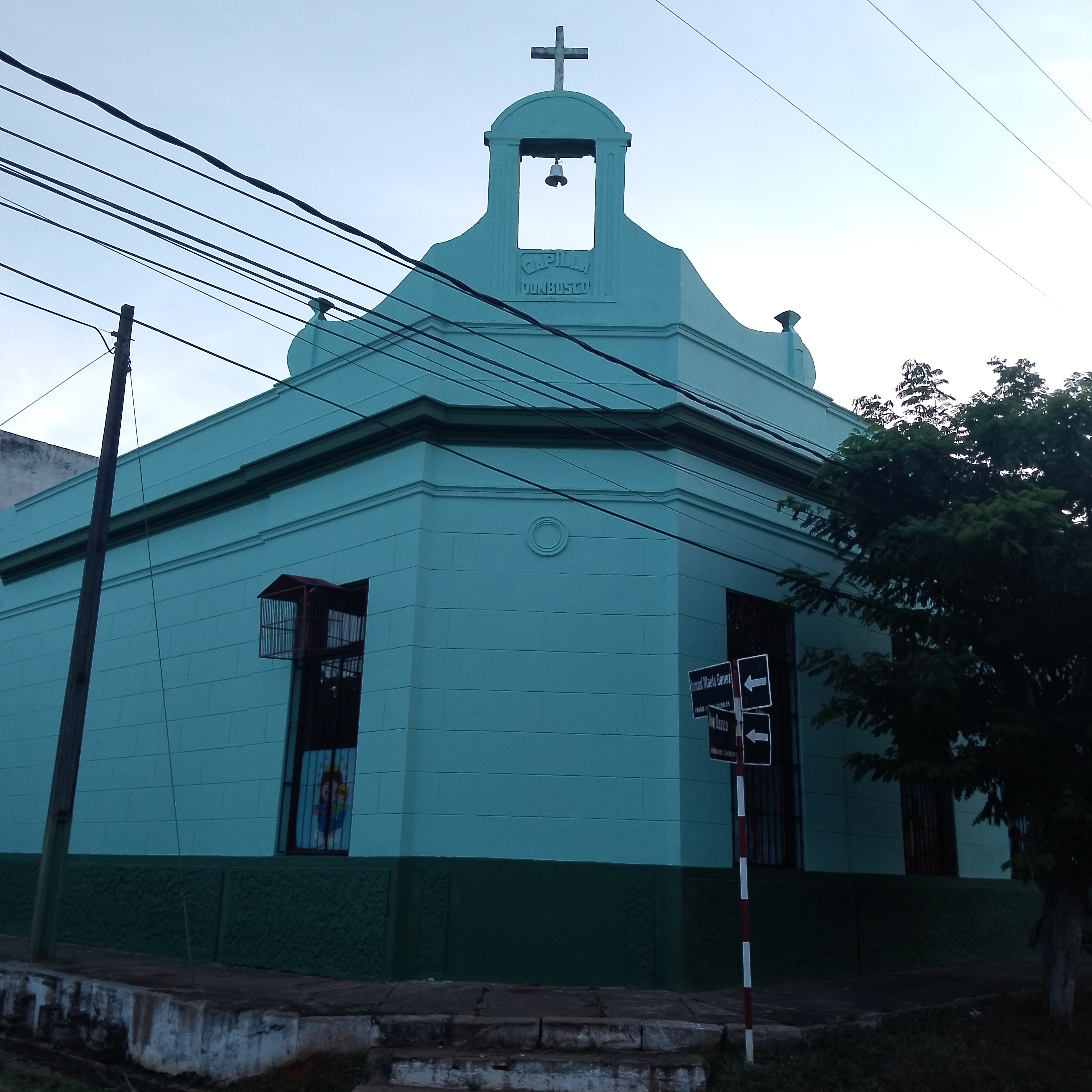
Antigua capilla de los Salesianos de Don Bosco.

#### Colegios
- Colegio Técnico y Centro de Entrenamiento Vocacional de Villarrica.
- Centro Educativo Integral Carlos Rubén Cáceres Buscio
- Manuel Ortiz Guerrero
- Centro Regional de Educación Natalicio Talavera.
- Colegio María Auxiliadora - CMA.
- Centro Educativo Integral María Auxiliadora - CEIMA .
- Colegio Salesiano Don Bosco - CSDB.
- Colegio Nacional Gimnasio Paulino.
- Colegio Nacional de Educación.
- Centro Educativo Internacional de Villarrica.
- Escuela de Artes y Oficio Pio XII.
- Centro de Formación Profesional y Capacitación Laboral Virgen del Pilar(Santa Lucía)
- Instituto de Formación Profesional Victorina Caballero
- Colegio Universitario Técnico Experimental de Aplicación - CUTEA (de la Universidad Católica)
- Colegio Nacional de Villarrica
- Colegio Santa Lucía

#### Universidades
- Universidad Católica de Asunción (UCA) - Campus Guairá.
- Universidad Nacional de Asunción (UNA).
- Universidad Nacional de Villarrica del Espíritu Santo (UNVES).
- Universidad de San Lorenzo (UNISAL).
- Universidad del Norte (UNINORTE).
- Universidad Técnica de Comercialización y Desarrollo (UTCD).
- Universidad Politécnica y Artística del Paraguay (UPAP).
- Universidad Privada del Guairá (UPG).

### Feria del Libro
Consiste en una exposición de libros y presentación de conferencias, de charlas educativas, de música y teatro en la Universidad Católica de Villarrica. En el 2010, se realizó la cuarta edición del evento y está organizado por la Municipalidad de Villarrica, la Universidad Católica y la Cámara Paraguaya del Libro (CAPEL).

### Festival de la Raza

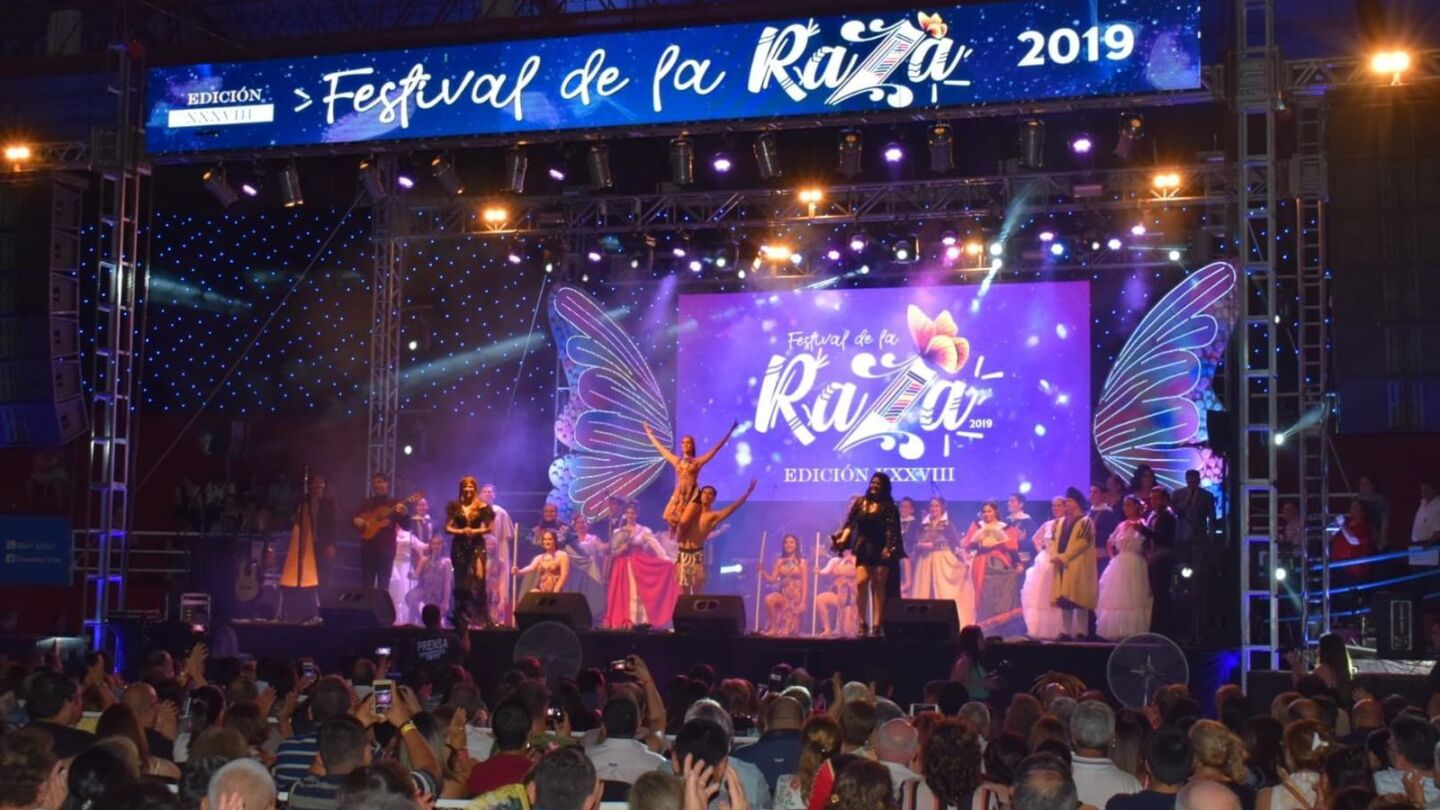
Presentación artística en el escenario principal del Festival de la Raza.

Evento organizado por el departamento artístico de la Municipalidad de Villarrica cada 12 de octubre como conmemoración del descubrimiento de América y coincidente con la celebración española del día de la Hispanidad. Tiene lugar en el estadio Ycuá Pytá y concurren entre 3000 a 5000 espectadores. Consiste en una semana de eventos donde se presentan números artísticos principalmente del folclore paraguayo pero también de músicos de otros géneros e invitados del extranjero. 
Entre los artistas paraguayos que han participado se encuentran Quemil Yambay, Grupo Generación, Juan Cancio Barreto, Francisco Russo y Kchiporros mientras que entre los internacionales han participado Soledad Pastorutti, Alejandro Lerner, Los Nocheros y Luciano Pereyra. Habitualmente la semana del festival empieza con la elección de una especie de reina de belleza llamada Musa del Ybytyruzú y culmina con la noche de gala y entrega de premios a los participantes. Hasta la fecha ya se han celebrado 40 ediciones del festival.

### Fiesta de San Juan
El San Juan Ára (yopará Día de San Juan) si bien está inspirado en las fiestas europeas en honor a Juan el Bautista, posee fuertes peculiaridades locales. Primeramente, los llamados juegos tradicionales como el Toro Kandil, paila jeheréi, yvyrasýi, carrera de sacos, pelota tatá, los cambás, entre otros. Segundo, unos 45 puestos de comidas típicas como kavuré, mbeyú, chicharó trenzado, pastel mandi´o y batiburrillo. Finalmente, el evento concluye con la incineración y explosión de una especie de muñeco al que llaman Judas Kái (yopará Judas quemado) en alusión a Judas Iscariote. Los festejos incluyen música paraguaya y presentaciones de danza folclórica de la Escuela de danza municipal y de teatro por parte del elenco municIpal. Desde el 2023, el San Juan de Villarrica se celebra en el predio de la antigua estación de ferrocarril del barrio Estación de la ciudad.

### Itá Letra
Su nombre, que viene del yopará, significa letras de la piedra y se trata de un sitio arqueológico perteneciente al sistema orográfico Ybytyruzú ubicado al extremo este de Villarrica, en la compañía Ytororó. Fue descubierto en los años 1950 y contiene grabados de origen precolombino de los que se creían ser resultado de la presencia de pueblos nórdicos en las Américas. En 2011, arqueólogos españoles del Museo de Altamira descartaron la teoría nórdica y concluyeron que el más antiguo de sus grabados data de más de 5000 años antes de Cristo, anterior al asentamiento de la etnia ava guaraní en la zona, mientras que los más recientes son de hace 2500 años. Dichos grabados representan pisadas de animales, constelaciones y referencias a la fertilidad femenina.

### Música
Desde 1992, la Asociación Filarmónica Guaireña viene trabajando para elevar la cultura musical de Villarrica. Para ello, imparten clases de violín, viola, violonchelo, contrabajo, flauta y teoría musical. Además, han logrado conformar el ensamble llamado Lumine Antiqua, agrupación de cuerdas única del interior del país por interpretar el género barroco. Han dado conciertos en la Catedral de Villarrica, en el Club Porvenir Guaireño y en su propio local. Por su parte, el Coro Polifónico Municipal llamado Sensus Aeternus se encarga de organizar Festivales de Coro, recital donde se ofrecen presentaciones junto a otros coros de ciudades vecinas y del extranjero.
A partir del año 2008 se forma la Comisión Cultural Amigos del Arpa que actualmente se convirtió en Asociación Cultural Amigos del Arpa con personería jurídica, integrados por ciudadanos guaireños amantes del arpa paraguaya, quienes desarrollan una muy importante actividad en defensa del patrimonio cultural y artístico de la región. El 23 de septiembre de 2009 se sanciona y promulga la Ley 3844 que declara al municipio de Félix Pérez Cardozo Cuna del Arpa Paraguaya y al Departamento de Guairá Capital Nacional del Arpa. Desde su formación esta comisión viene organizando Maratones de Arpas con 24 horas de ejecución ininterrumpida. Los Guaireños aspiran obtener el reconocimiento de la UNESCO como «Capital Mundial del Arpa».

### Religión

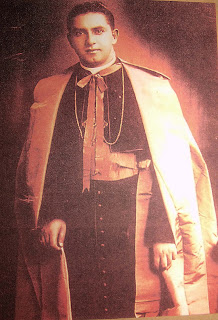
Agustín Rodríguez, primer Obispo de Villarrica.

Debido a los 241 años de dominio español desde la fundación de la ciudad hasta la independencia de Paraguay (1570-1811) el catolicismo es la rama del cristianismo que profesa la gran mayoría de la población villarriqueña. Las órdenes católicas más influyentes han sido y son los jesuitas, los franciscanos y los salesianos. 
Los franciscanos llegaron con los conquistadores españoles en siglo XVI y fundaron un convento en Villarrica (1585) que funcionaba como escuela primaria y secundaria. Los jesuitas también fundaron reducciones de indios pero tuvieron que migrar más al sur (Itapúa, Misiones y Misiones argentinas) debido a los ataques de los bandeirantes. Desde 1929, la diócesis de Villarrica del Espíritu Santo tiene su sede en la ciudad y se encuentran bajo su supervisión 7 parroquias dentro del municipio. Entre estas parroquias cabe citar a las de Espírítu Santo (Catedral), Nuestra Señora de la Asunción (Ybaroty), Sagrado Corazón de Jesús (Estación) y Virgen de Fátima. (Lomas Valentinas)  Además, la diócesis también rige la Universidad Católica Campus Guairá. Desde 1932, la congregación salesiana tiene presencia en la ciudad mediante el asentamiento de las Hijas de María Auxiliadora. Actualmente, los salesianos se encargan de la educación religiosa en dos colegios cada uno con su respectiva capilla, las capillas Don Bosco y María Auxiliadora.
Desde mediados del siglo XX se instalan en la ciudad diversas denominaciones cristianas como la Iglesia Belén Pentecostal (fundada en Villarrica), los bautistas, evangélicos, testigos de Jehová y Santos de los Últimos Días.
Si bien la ciudad recibió judíos asquenazíes a finales del siglo XIX, éstos nunca lograron conformar una comunidad debido a los matrimonios mixtos con la mayoría católica. En cuanto a los inmigrantes sirio-libaneses de esa misma época, aunque hablaban árabe y nacieron en Oriente Medio, eran refugiados de religión cristiana perseguidos por el Imperio Otomano.
En cuanto a la irreligiosidad, ya desde su creación en 1811, el Estado paraguayo es secular por lo que existen en la ciudad grupos minoritarios abiertamente agnósticos y ateos.

## Medios de comunicación

### Emisoras de radio
- Paz y Bien FM 99.9
- Satelital FM 91.3 (con planta transmisora en Ñumi)
- Transamérica FM 94.7
- Guairá FM 103.5
- Visión FM 97.5
- Ybytyruzú FM 100.7 (con planta transmisora en Mbocayaty)
- Guairá AM 840
- Panambí Vera AM 1260
- República FM 101.3
- APG FM 87.5 (Asociación de Policías del Guairá)

### Canales de televisión
- Canal 8 Visión TV (Canal 39.1 Aire Digital)
- Canal 13 Villarrica
- Canal 11 La Tele Villarrica

### Prensa escrita
- Revista E.qui
- Periódico Gaceta Guaireña
- Revista Guairá News

### Redes Sociales
- Gua'i TV
- Gaceta Guaireña
- Satelital
- Panambí Verá.

## Galería

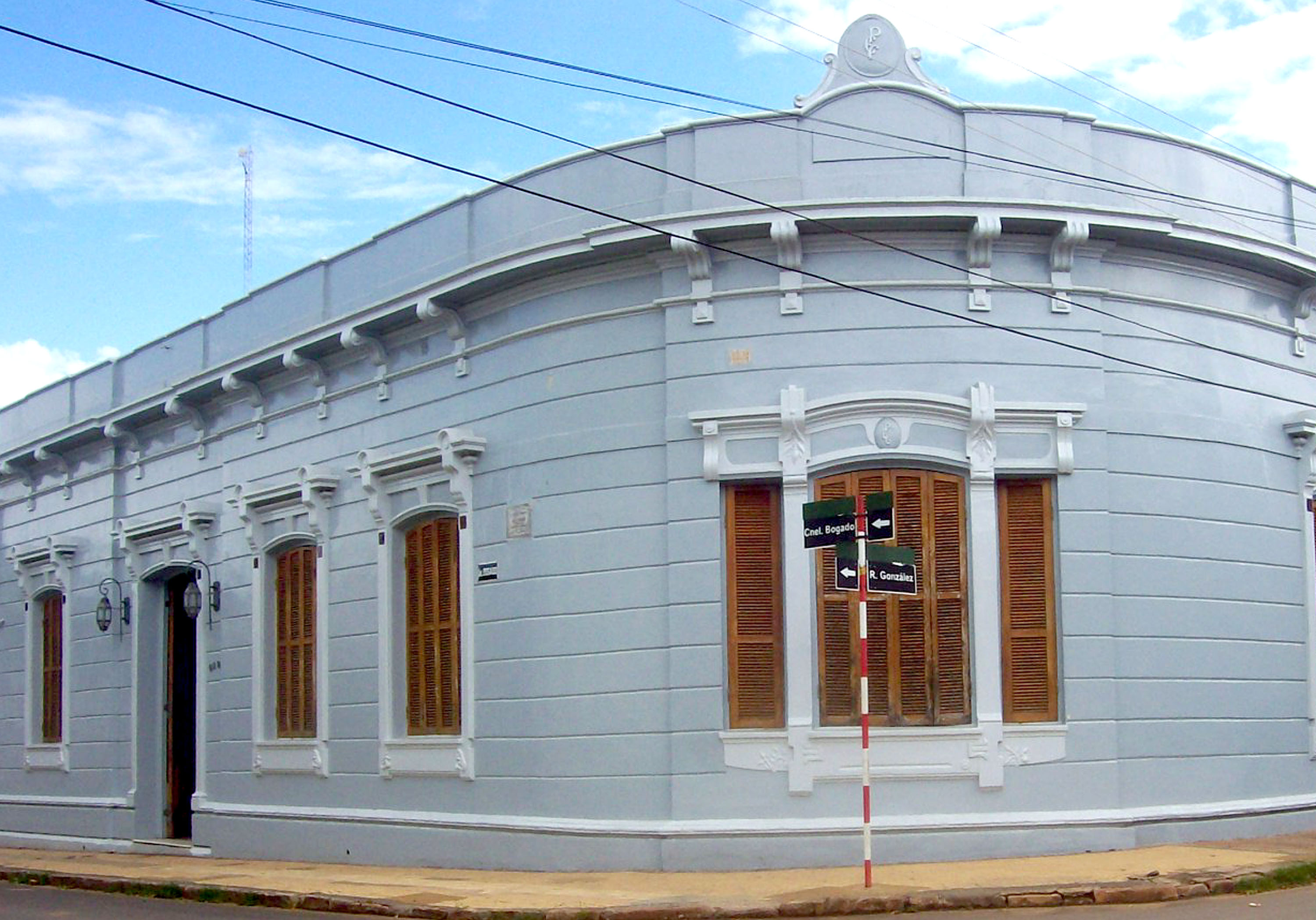
Club Porvenir Guaireño (1888)
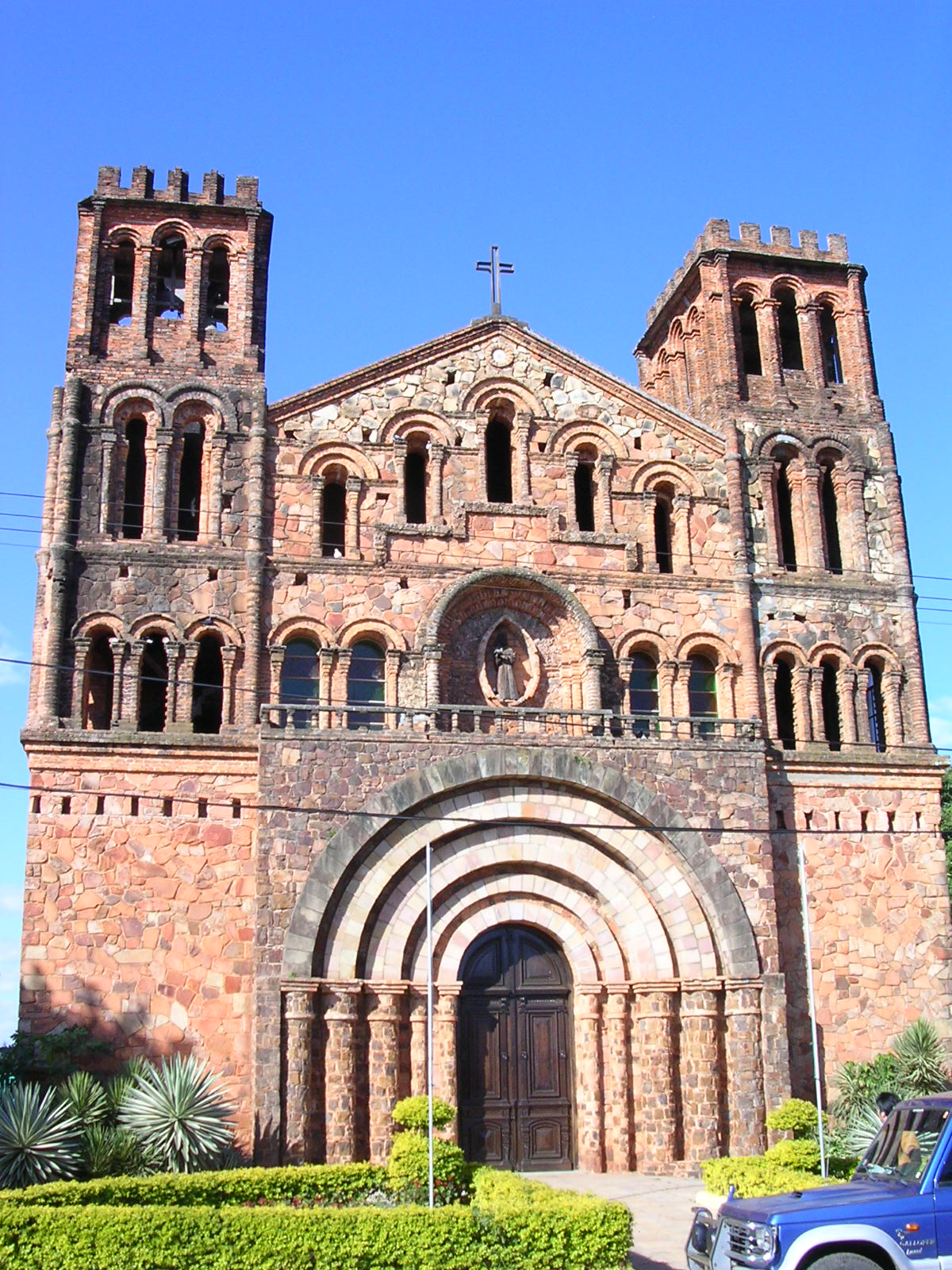
Iglesia Franciscana en el barrio de Ybaroty
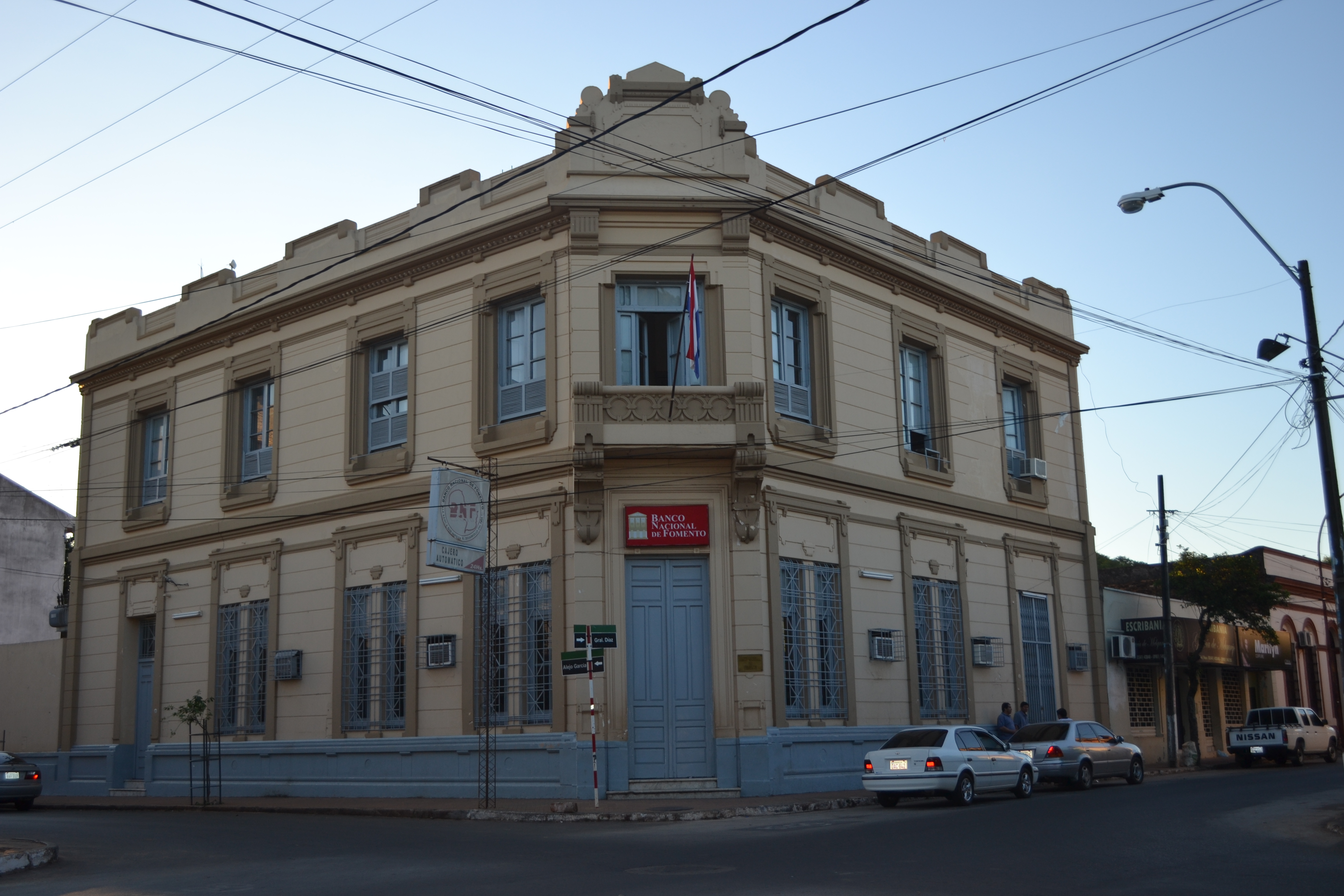
Edificio del Banco Nacional de Desarrollo del Paraguay (BNF) en Villarrica
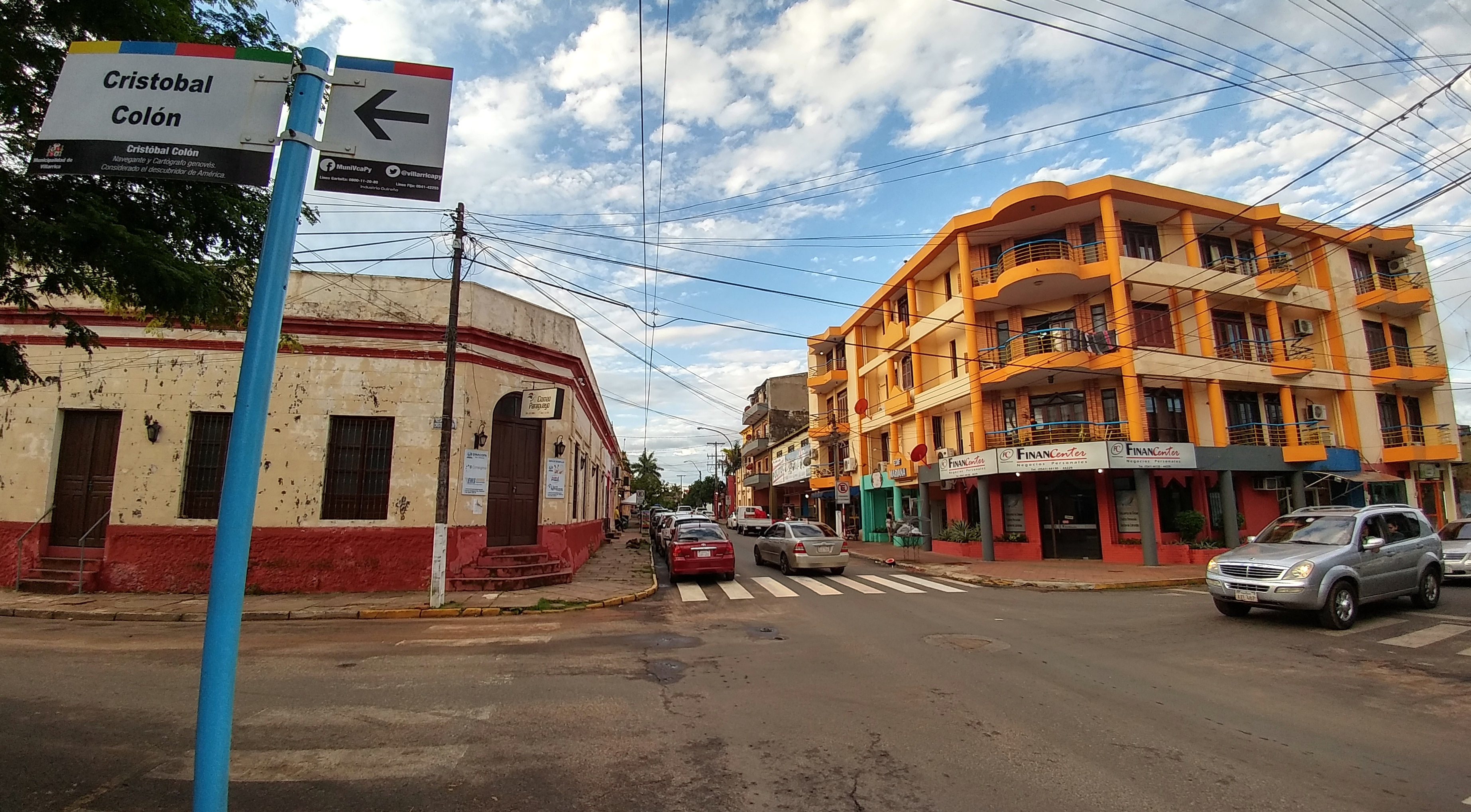
Edificio de Correos (izquierda)
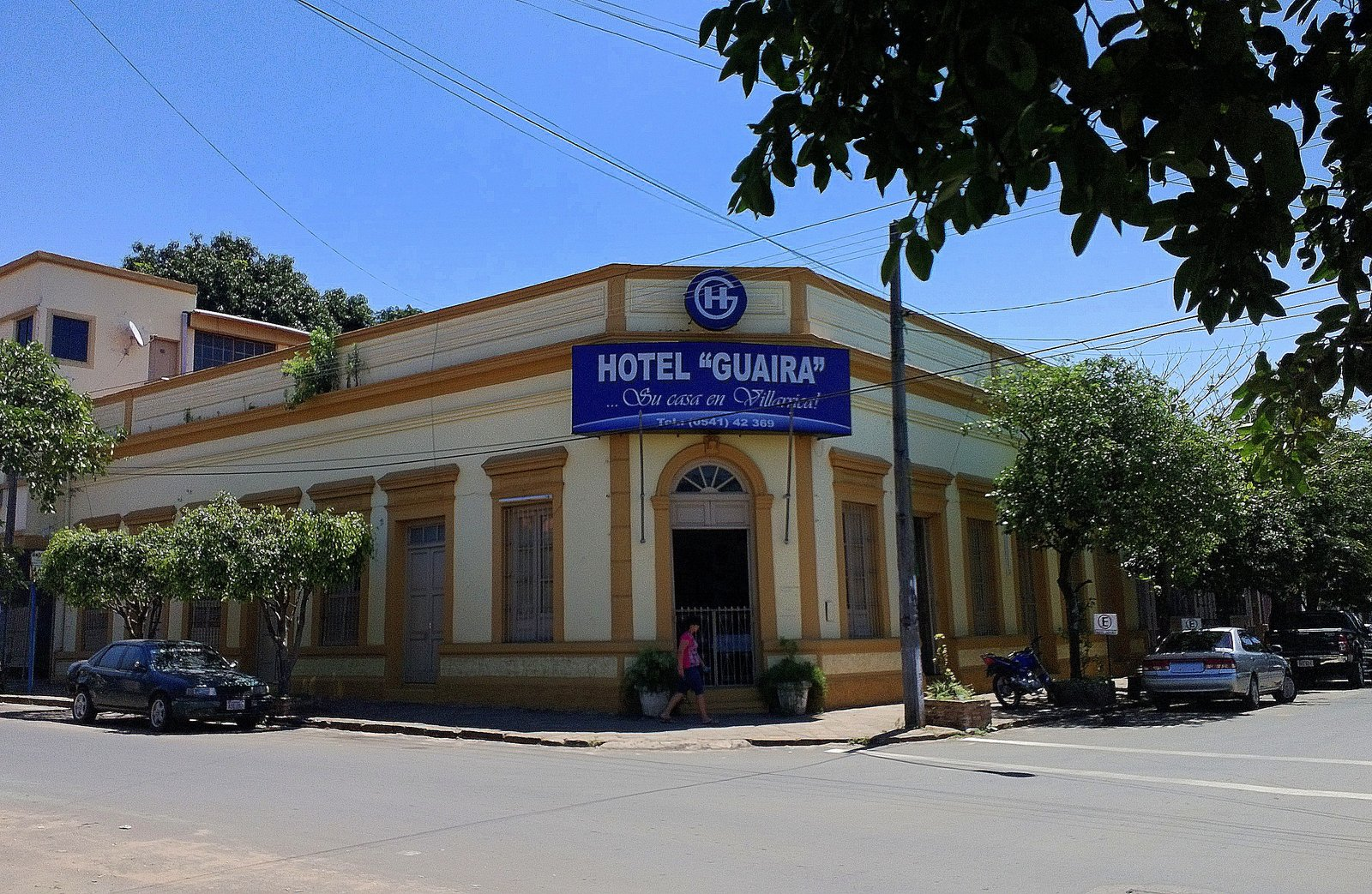
Un pequeño hotel en el centro de la ciudad.
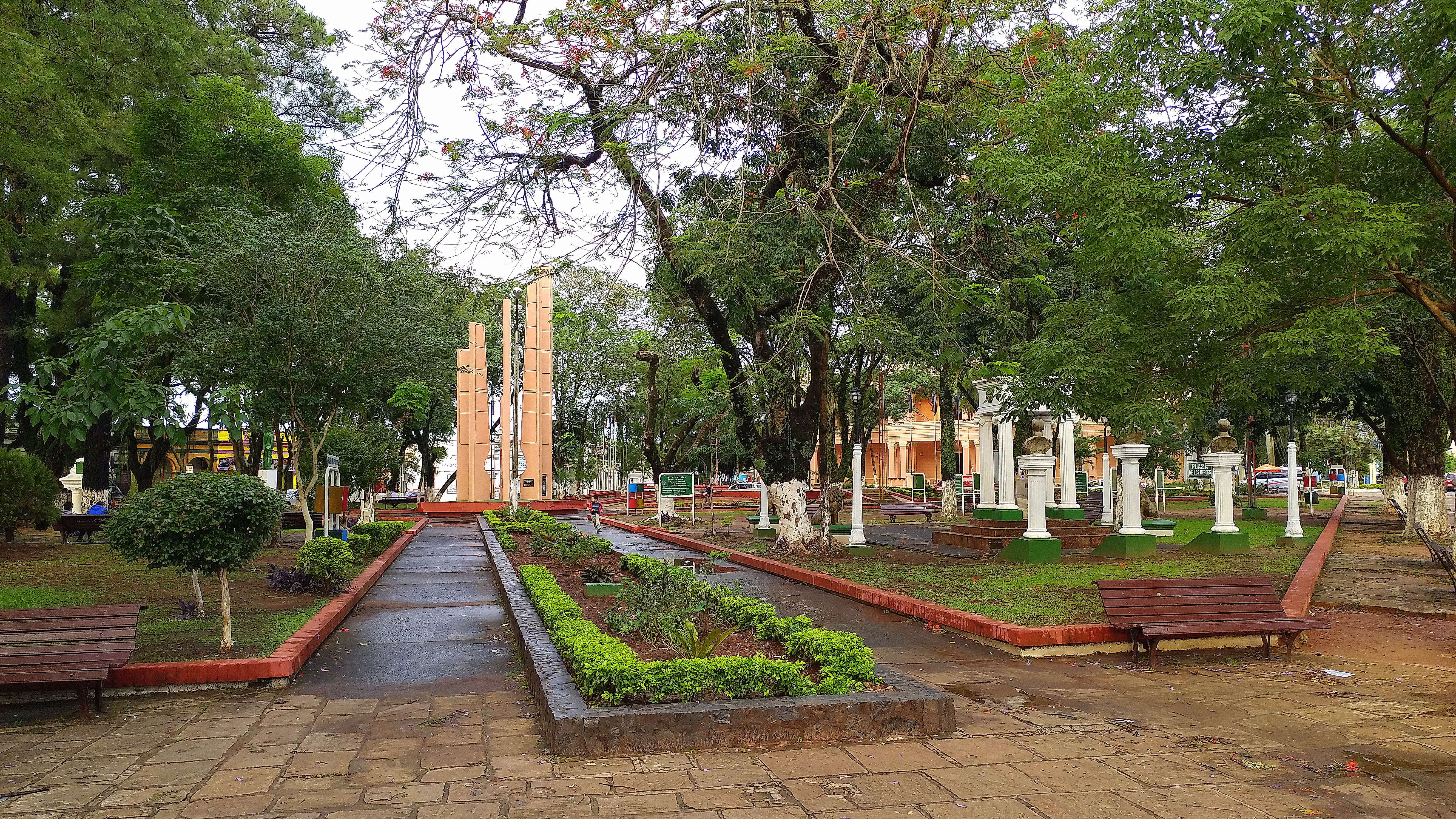
Plaza de los Héroes en el barrio Centro
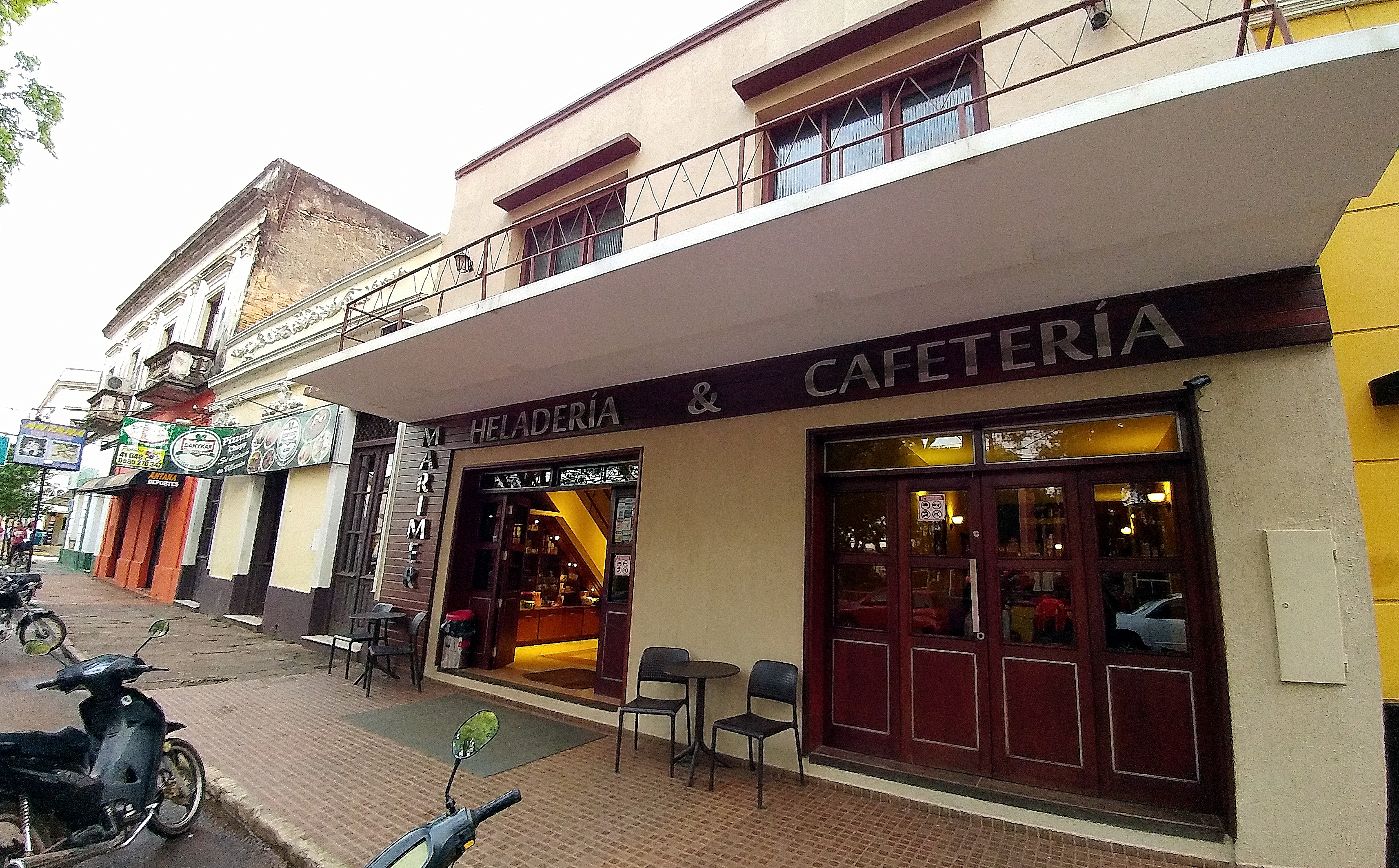
Centro de Villarrica, Paraguay
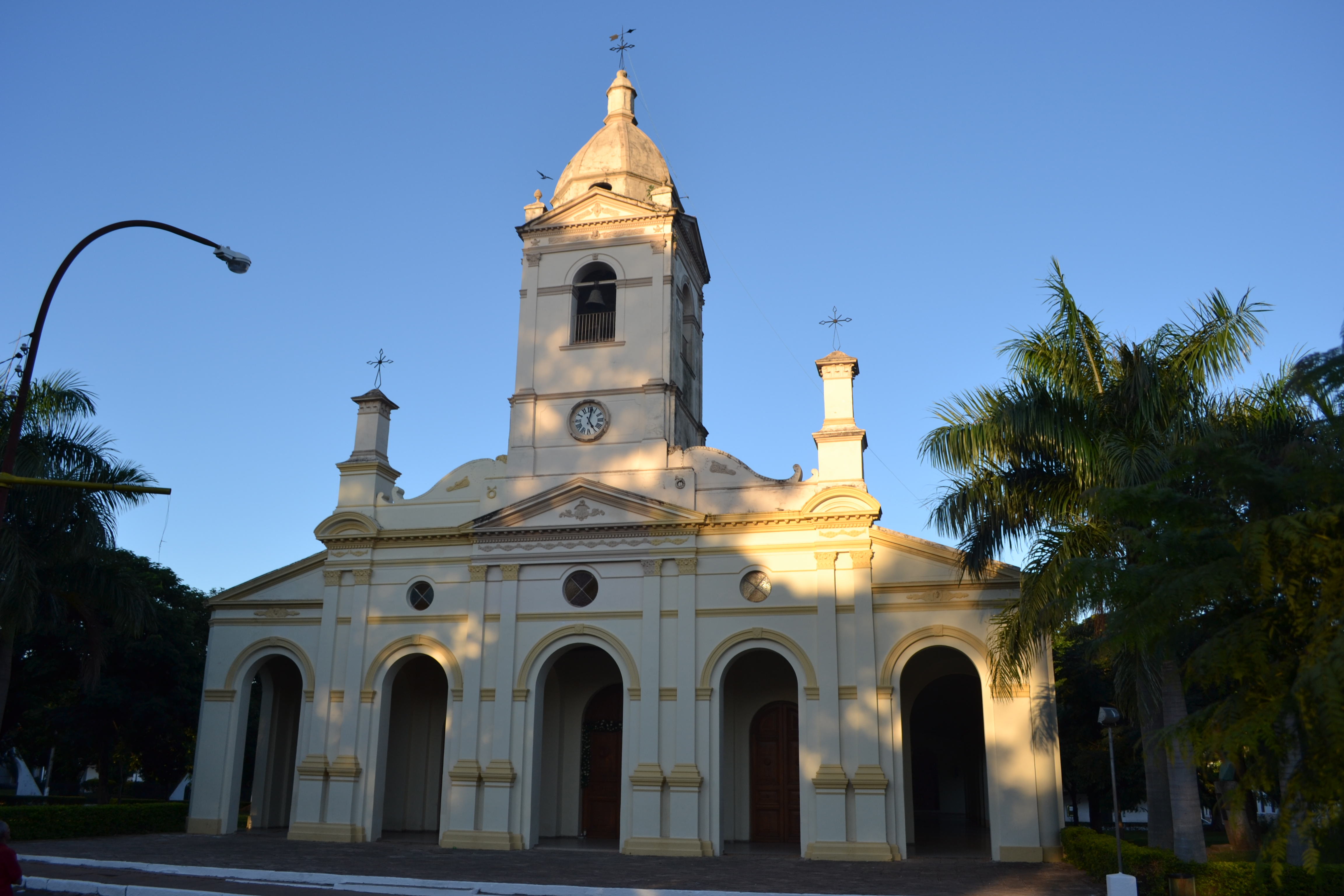
Catedral de Santa Clara
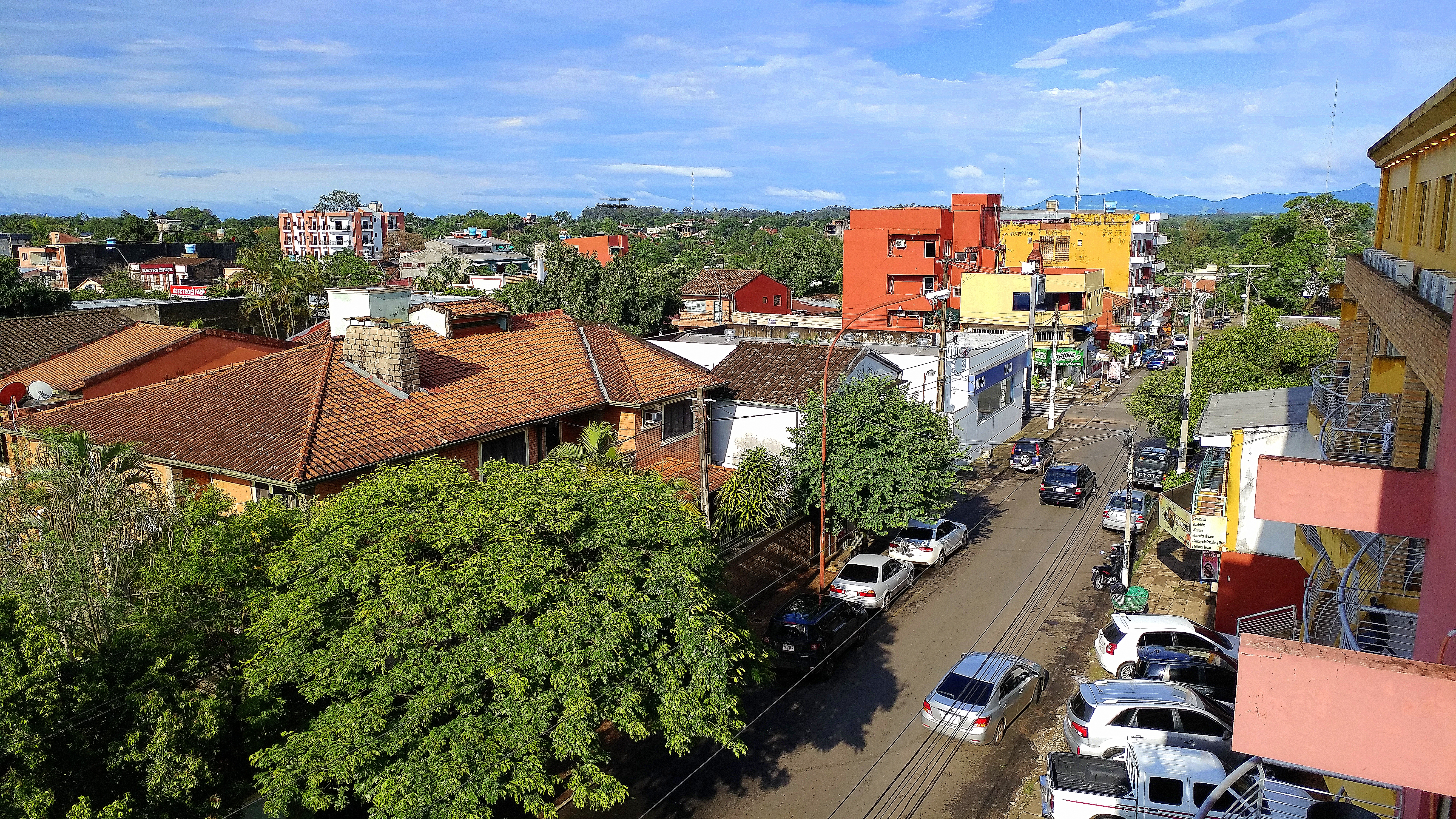
Una vista de Villarrica
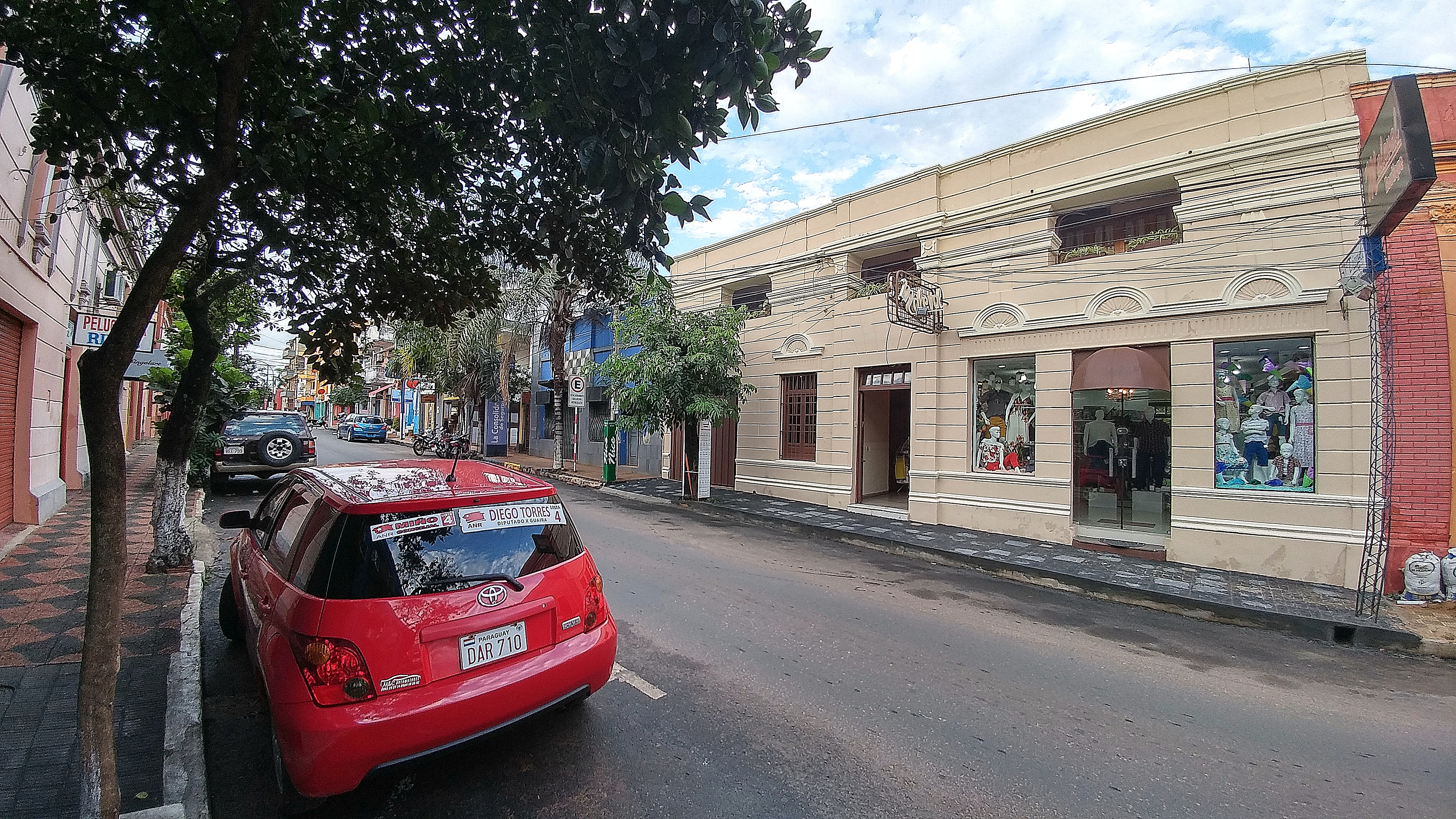
Calle al azar en el centro

## Ciudades hermanadas
- Luque, Paraguay